# Geschichte des Kantons Aargau
Die Geschichte des Kantons Aargau handelt vom 1803 gegründeten Kanton Aargau in der Schweiz und seinen verschiedenen Vorgängerterritorien.
Die Besiedlung des Gebiets lässt sich bis zu 150'000 Jahre nachweisen, die ersten historisch fassbaren Bewohner waren die keltischen Helvetier. Etwas mehr als 400 Jahre, bis zu Beginn des 5. Jahrhunderts, herrschten die Römer, wobei vor allem die Stadt Augusta Raurica und das Legionslager Vindonissa von grosser Bedeutung waren. Die verbliebene gallorömische Bevölkerung wurde durch ab dem 5. Jahrhundert einwandernde Alemannen allmählich assimiliert. In der zweiten Hälfte des 8. Jahrhunderts entstand die Gebietsbezeichnung Aargau, als Gau im Fränkischen Reich. Teile des heutigen Kantonsgebiets gehörten zum Frickgau, zum Sisgau und zum Zürichgau.
Im Mittelalter übten verschiedene Adelsgeschlechter die Herrschaft über Gebiete im Aargau aus. Dazu gehörten die Lenzburger, die Kyburger und die Zähringer. Die grösste Bedeutung erlangten die Habsburger, die durch Erbfolge zu einer der mächtigsten Herrscherdynastien im Heiligen Römischen Reich aufstiegen. Ihre Machtbasis verlagerte sich gegen Ende des 13. Jahrhunderts nach Österreich. Ihr Stammland Aargau ging jedoch 1415 verloren, als es von den Eidgenossen erobert wurde.
Die Eidgenossen teilten das Territorium unter sich auf. Der grösste Teil im Westen, der Berner Aargau, war Untertanengebiet der Stadt Bern, kleinere Gebiete gelangten an die Städte Luzern und Zürich. Zwei Gebiete wurden zu Gemeinen Herrschaften, die unter gemeinsamer Verwaltung der an der Eroberung beteiligten Orte standen: die Grafschaft Baden und die Freien Ämter. Nur das Fricktal blieb österreichischer Besitz. Aufgrund der Herrschaftsstrukturen entwickelten sich die einzelnen Gebiete nun unterschiedlich. Eine weitere Trennung ergab sich durch die Reformation, die sich im Berner Aargau und in Teilen der Grafschaft Baden durchsetzen konnte.
Als Folge des Franzoseneinfalls und der Gründung der Helvetischen Republik entstanden 1798 der Kanton Aargau (der nur den westlichen Teil umfasste) und der Kanton Baden, vier Jahre später auch der Kanton Fricktal. 1803 verfügte Napoleon Bonaparte die Verschmelzung der drei Kantone zum Kanton Aargau. Das neue Staatswesen entwickelte sich trotz seiner inneren Zerrissenheit zu einem liberalen Vorreiter und löste mehrere Entwicklungen aus, die 1848 zur Gründung des modernen Bundesstaates beitrugen. Obwohl der Aargau heute von der Einwohnerzahl her der viertgrösste Kanton der Schweiz ist, wird er vor allem als Energie- und Durchfahrtskanton wahrgenommen und bekundet Mühe, sich zwischen den Zentren Basel, Bern und Zürich als eigenständige Region zu behaupten.

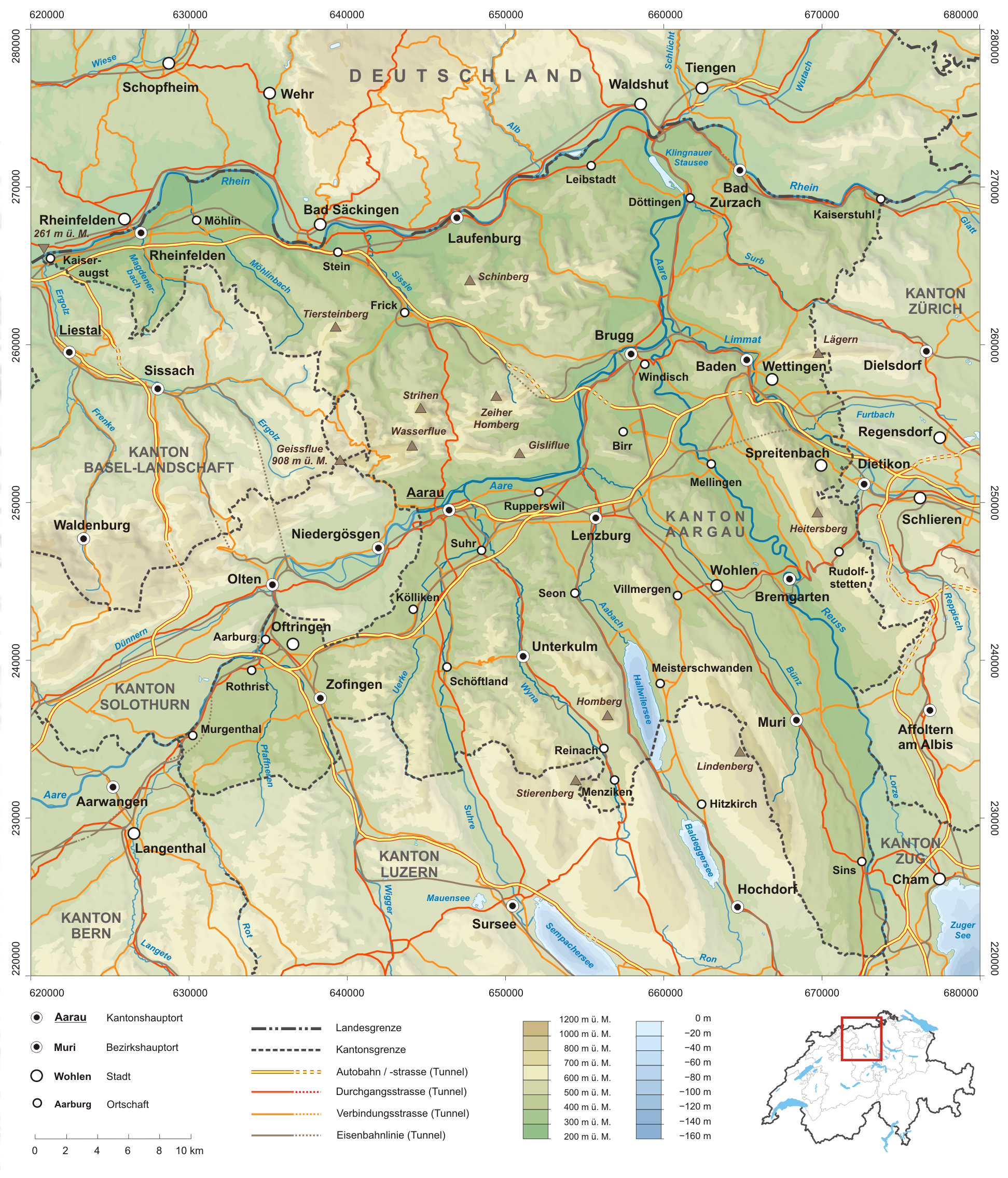
Karte des Kantons Aargau

## Prähistorische Zeit

### Entstehung der Naturlandschaft
Der Kanton Aargau weist eine starke naturräumliche Gliederung auf. Der nördliche Kantonsteil wurde durch die Gebirgsbildung des Juras geprägt, der im Mittelland gelegene südliche Teil durch die Gletscherbewegungen der Eiszeiten geformt. Die Riss-Eiszeit, die vor rund 140'000 Jahren ihren Höhepunkt erreichte, bedeckte fast das gesamte Gebiet des heutigen Kantons, mit Ausnahme des westlichen Fricktals um Rheinfelden sowie einiger Juragipfel, die aus dem Eismeer ragten.
Während der Würm-Eiszeit war die Vergletscherung zwar weitaus geringer (nur der südöstliche Teil des Kantonsgebiets war von Eis bedeckt), doch sie prägte die Landschaft nachhaltig. Der Reussgletscher und der Linthgletscher, die vor rund 20'000 Jahren ihre grösste Mächtigkeit erreichten, hinterliessen zahlreiche Findlinge, die aus dem Alpenraum in die Ebene verschoben wurden. Die einstige Ausdehnung dieser Gletscher ist heute noch gut erkennbar an den Endmoränen bei Killwangen, Mellingen, Othmarsingen, Seon, Staffelbach, Würenlos und Zetzwil. Die bei der Moräne von Seon zurückgelassenen Gesteinsmassen stauten den Hallwilersee, der am Ende der Eiszeit etwa doppelt so gross war wie heute und innerhalb von einigen tausend Jahren durch Auffüllung des ehemaligen Seebeckens mit Sedimenten auf die heutige Grösse zurückschrumpfte. Die Flüsse lagerten in den Tälern im Vorfeld der Gletscher ausgedehnte Schotterfelder ab, die wichtige Grundwasserleiter bilden.

### Steinzeit
Die ältesten archäologischen Funde im Kanton Aargau wurden allesamt im westlichen Teil des Fricktals gemacht, das stets eisfrei geblieben war. Bei Zeiningen wurde ein 150'000 Jahre alter Faustkeil gefunden, bei Stein ein 50'000 Jahre altes Steinbeil eines Neandertalers. Gegen Ende der Würm-Eiszeit (vor rund 10'000 Jahren) jagten die Menschen Rentiere und Wildpferde. Bei Magden befand sich ein mehrmals genutzter Rastplatz. Als die Vegetation nach dem Rückzug der Gletscher allmählich die Moränen- und Schottergebiete zurückeroberte, entstand zunächst eine Moorlandschaft, die später durch flächendeckende Wälder verdrängt wurde. Jäger, Fischer und Sammler siedelten an den Flüssen und Seen sowie auf den Hochterrassen der grossen Täler.
Die ältesten Spuren sesshafter Bauern im Aargau stammen aus der Zeit von 4500 bis 4200 v. Chr., aus der Gegend um Wettingen und Würenlos. Aus der Zeit um 3500 v. Chr. stammt ein Gräberfeld mit 16 Steinkistengräbern auf dem Goffersberg bei Lenzburg. Am Hallwilersee entstanden zur selben Zeit mehrere Seeufersiedlungen. Weitere Siedlungen befanden sich bei Untersiggenthal, Mönthal und Suhr. Bei Sarmenstorf und Spreitenbach wurden archäologisch bedeutende Gräber aus der Zeit um 2400 v. Chr. entdeckt.

### Bronzezeit
Aus der Übergangszeit zwischen Jungsteinzeit und Bronzezeit (2400 bis 1800 v. Chr.) gibt es im Aargau nur wenige Funde, darunter ein 1986 entdecktes Doppelgrab bei Zurzach. Zwischen 1600 und 1200 v. Chr. nahm die Bevölkerung zu; die Menschen wohnten nicht mehr nur in den Flusstälern und am Ufer des Hallwilersees, sondern zogen vermehrt in höhere Lagen, wo sie besser geschützt waren. Die bekannteste Fundstelle dieser Zeit ist eine befestigte Hügelsiedlung am Wittnauer Horn bei Wittnau, die während mehreren Jahrhunderten bis zur Latènezeit bewohnt war. Eine weitere solche Siedlung befand sich auf dem Chestenberg.

### Eisenzeit
Die Eisenzeit beginnt mit der Hallstatt-Periode um 750 v. Chr. Aus dieser Zeit stammen zahlreiche grössere und kleinere Grabhügel, schwerpunktmässig im Freiamt. Das Reusstal war damals ein bedeutender Nord-Süd-Handelsweg. Bei Unterlunkhofen befindet sich die grösste Grabanlage jener Epoche, die in der Schweiz bis jetzt entdeckt worden ist; sie besteht aus nicht weniger als 63 Grabhügeln. Weitere wichtige Grabfunde stammen aus Reinach, Schupfart, Seon und Wohlen.
Römische Quellen berichten, dass sich zu Beginn des 1. Jahrhunderts v. Chr. die Helvetier im Mittelland niedergelassen hatten. Dieser Keltenstamm war vermutlich aus dem süddeutschen Raum eingewandert. Grössere helvetische Siedlungen befanden sich in Mellingen und Baden. In seinem Werk De bello Gallico erwähnte Julius Cäsar zwölf befestigte Städte (oppida). Die meisten dieser befestigten Orte gelten unterdessen (2024) als identifiziert, ob dazu auch die Siedlung auf dem Hochplateau von Windisch gehörte, ist (Stand 2018) nicht gesichert. Ein weiterer Keltenstamm, die Rauriker, lebte in der Region Basel und im Fricktal.
Die von Orgetorix angeführten Helvetier wurden im späten 2. und dann im 1. Jahrhundert v. Chr. zunehmend von Germanenstämmen im Norden bedroht. Deshalb beschlossen sie, ihre Siedlungen aufzugeben und südwestwärts an den Unterlauf der Garonne zu ziehen. Römische Truppen unter dem Kommando von Julius Caesar stoppten jedoch im Jahr 58 v. Chr. bei Bibracte den Vormarsch. Die Helvetier mussten zurückkehren, ihre Dörfer und Städte wieder aufbauen und die Vorherrschaft der Römer anerkennen.

## Herrschaft der Römer

Theater in Augusta Raurica

Wenige Jahre später begannen die Römer ihrerseits Gebiete in der heutigen Schweiz zu besiedeln. Die Stadt Augusta Raurica (heute Kaiseraugst) im äussersten Nordwesten des heutigen Kantons Aargau entstand um das Jahr 45 v. Chr. Mit dieser Siedlung sollte ein wichtiger Verkehrsweg nach Gallien gesichert werden. Die Bebauung konzentrierte sich zunächst westlich des Violenbachs auf das Gebiet des Kantons Basel-Landschaft und expandierte rund hundert Jahre später auf Aargauer Boden.
Aufgrund der Ermordung Caesars im Jahr 44 v. Chr. und des darauf folgenden Bürgerkriegs geriet die weitere Besiedlung für rund drei Jahrzehnte ins Stocken. Zur Absicherung der Augusteischen Alpenfeldzüge errichteten die Römer um 15 v. Chr. auf einem Plateau nahe dem Zusammenfluss von Aare, Reuss und Limmat eine kleine Militärstation. Diese wurde im Jahr 14 n. Chr. zum Legionslager Vindonissa (heute Windisch) ausgebaut. Hier kreuzten sich ausserdem zwei bedeutende Römerstrassen. Zur Versorgung des Lagers entstanden über den gesamten Aargau verstreut villae (Gutshöfe); die grössten bekannten lagen bei Möhlin, Oberentfelden und Zofingen (siehe Villa rustica (Zofingen)).
Hinzu kamen mindestens drei vici (dörfliche Siedlungen bzw. Kleinstädte): Das wenige Kilometer östlich von Vindonissa an der Limmat gelegene Aquae Helveticae (heute Baden) geht ungefähr auf die Zeit der Lagergründung zurück. Es war weit herum für die heissen Wasserquellen und Thermen bekannt, aber auch als bedeutende Handwerkersiedlung. Tenedo (heute Bad Zurzach) war ein Strassendorf am Rhein, das vom zweiten Viertel des 1. Jahrhunderts an besiedelt war und als Brückenkopf für einen bedeutenden Flussübergang diente. Der Vicus Lindfeld bei Lenzburg (damaliger Name nicht überliefert, vermutet wird Lentia) existierte ab dem zweiten Viertel des 1. Jahrhunderts. Ein Theater mit 4000 Plätzen bildete den Mittelpunkt eines religiösen Zentrums.
Bis zum Jahr 44 n. Chr. war im Lager Vindonissa die Legio XIII Gemina stationiert, die dann von der Legio XXI Rapax abgelöst wurde. Im Vierkaiserjahr 69 unterstützte die in Tenedo stationierte helvetische Miliz Kaiser Galba und überfiel eine Kurierabteilung. Daraufhin führten die mit Vitellius verbündeten Legionäre unter Caecinas Kommando eine Strafaktion durch. In einem weiten Umkreis um Vindonissa verwüsteten und plünderten sie Gutshöfe und Siedlungen. Nach seiner Machtübernahme verfügte Vespasian die Verlegung der 21. Legion nach Niedergermanien und die Stationierung der Legio XI Claudia in Vindonissa.

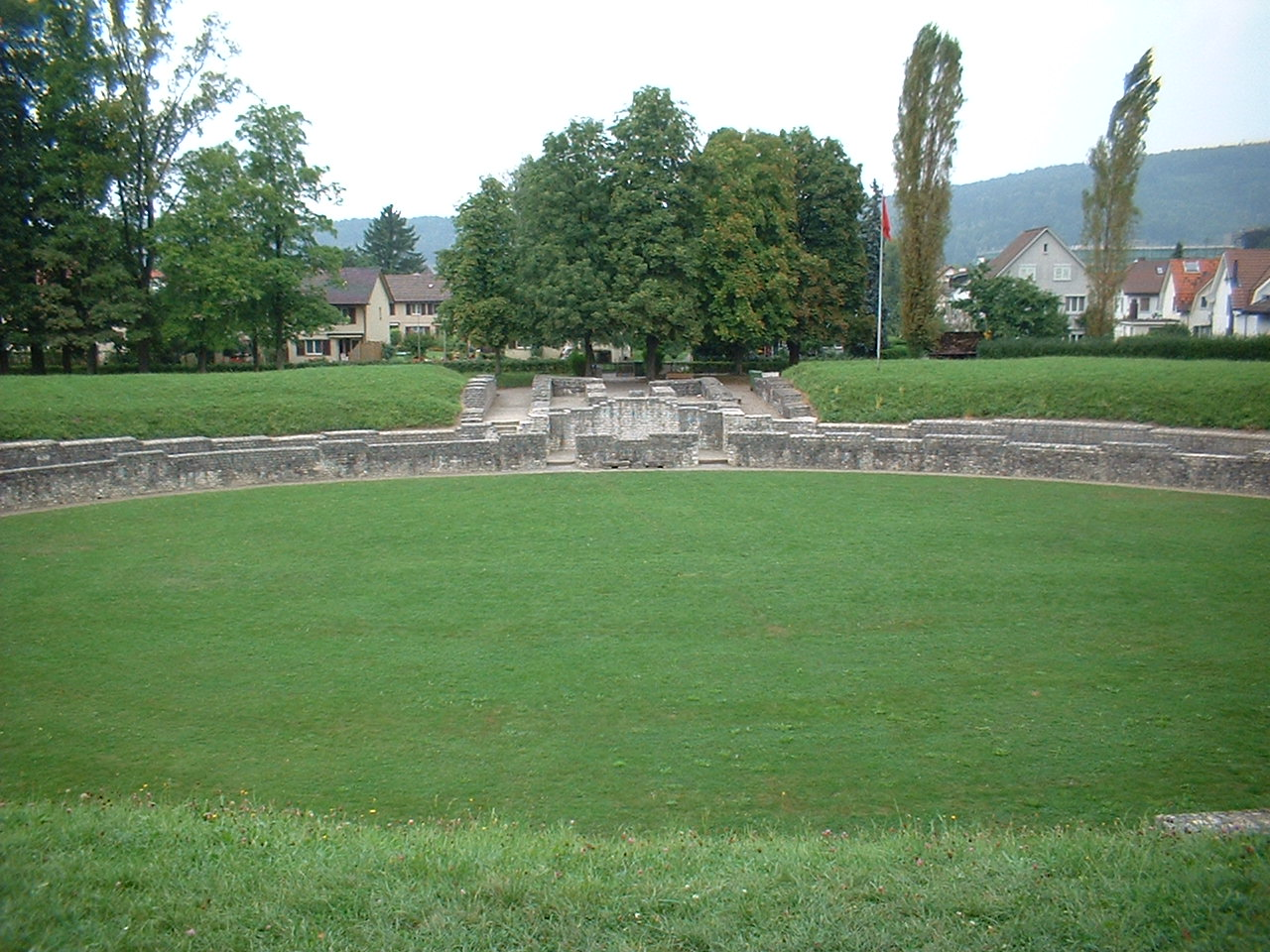
Amphitheater in Vindonissa

Das Militär verliess das Lager im Jahr 101, zurück blieb ein Wachposten der Legio VIII Augusta. Vindonissa wandelte sich zu einer zivilen Siedlung, zu der ein Amphitheater mit 11'000 Plätzen gehörte. Das 2. Jahrhundert war eine relativ friedliche und ereignisarme Zeit. Das Römische Reich stand auf dem Höhepunkt seiner Macht, der Handel blühte; vor allem aus Italien, Südfrankreich und Spanien wurden Rohstoffe und Luxusgüter importiert. Produzenten im Aargau exportierten Nahrungsmittel wie Getreide, Fleisch, Honig und Käse, vor allem nach Italien. Auch das Handwerk war vielfältig: Es gab Töpfereien und Schmieden in Baden, Kaiseraugst, Windisch und Lenzburg, Ziegeleien in Hunzenschwil, Kaisten und Kölliken sowie Steinbrüche in Mägenwil und Würenlos.
Diese lange Friedenszeit endete im 3. Jahrhundert durch die Einfälle der Alemannen. Angriffe in den Jahren 213 und 233 konnten vorerst zurückgeschlagen werden. Doch im Jahr 259 durchbrachen die Alemannen endgültig den Obergermanisch-Rätischen Limes und zogen plündernd und zerstörend durch das Mittelland. Die römischen Truppen mussten sich über die Alpen zurückziehen und erlangten erst 277 wieder die Kontrolle über das Gebiet südlich des Rheins, der nun die Nordgrenze des römischen Reichs war. Für das Jahr 298 ist die Schlacht von Vindonissa überliefert, in der die Römer über die Alemannen siegten. Zur Grenzverteidigung entstanden zahlreiche Kastelle und Wachtürme, auch das Legionslager Vindonissa wurde wieder besetzt. Im 4. Jahrhundert erfolgten immer wieder Überfälle der Alemannen. Die Grenzbefestigungen am Rhein wurden zwischen 369 und 371 letztmals ausgebaut. Zwischen 401 und 406 zogen sich die Römer endgültig über die Alpen zurück. Die stark dezimierte Bevölkerung drängte sich in den befestigten Orten zusammen und verarmte, die Infrastruktur zerfiel. Endgültig kollabierte die römische Herrschaft am Rhein erst im Jahre 454 n. Chr.

## Frühmittelalter

### Besiedlung durch die Alemannen
Wenige Jahrzehnte nach dem Abzug der Römer begann die Besiedlung des Aargaus durch die Alemannen. Diese wollten ursprünglich wohl weiter ins heutige Frankreich expandieren, mussten aber im Jahr 496/497 nach einem verlorenen Krieg die Herrschaft der Franken anerkennen und sich in Richtung Süden wenden. Eine weitere wichtige Folge dieses Krieges war die Taufe von König Chlowigs in Reims und damit die rasche Christianisierung des Frankenreiches. Zwischen 507 und 536 lag der südliche Teil des Aargaus im Machtbereich der Ostgoten, bis diese ebenfalls von den Franken verdrängt wurden. In der Folge kehrte auch das Christentum in den Norden und Osten der Schweiz zurück, wo es im 5. Jahrhundert weitgehend verdrängt worden war.
Im frühen 7. Jahrhunderts verlor die fränkische Dynastie der Merowinger zunehmend an Einfluss und die Alemannen bildeten ein selbständiges Herzogtum, das nur noch nominell zum Frankenreich gehörte. Mit dem Aufstieg der Karolinger änderte sich das Kräfteverhältnis wieder und den Franken gelang es in mehreren Feldzügen, die Alemannen zu unterwerfen. Im Jahr 746 wurden sie durch die Karolinger endgültig unterworfen und ihr Herzogtum aufgelöst.
Anhand der Endungen der heutigen Ortsnamen lässt sich ungefähr die Gründungszeit der einzelnen Dörfer ableiten. Ortschaften mit der Endung «ach» (z. B. Mandach, Rüfenach, Zurzach) sind vorgermanischen Ursprungs und leiten sich von der gallorömischen Wortendung «acum» ab. Die alemannischen Endungen lassen auf drei Besiedlungsphasen schliessen: Im 5. und 6. Jahrhundert entstanden die weitaus meisten Orte mit der Endung «ingen». Diese Siedlungen waren meist nach dem Sippenoberhaupt bzw. Clanchef benannt; Villmaringen (heute Villmergen) bedeutet z. B. «bei den Leuten des Villmar». Vom späten 6. bis zum 8. Jahrhundert entstanden Orte mit den Endungen «ikon», oder «iken». Diese sind verkürzte Formen von «inghofen» und bezeichnen einen Hof. Dottikon bedeutet demnach «bei den Höfen der Männer von Toto». Nach dem 8. Jahrhundert entstanden Dörfer mit der Endung «wil» oder «schwil» (z. B. Dättwil, Waltenschwil). Diese Endung bezeichnet einen Weiler. Weitere Endungen wie «büren», «dorf», «heim», «stetten» oder «hausen» erschienen um die Jahrtausendwende.
Abgesehen von zahlreichen Gräbern mit Grabbeigaben gibt es in archäologischer Hinsicht nur wenige Spuren, da die Alemannen sämtliche Häuser aus Holz errichteten. Von ihnen sind heute meist nur noch die Pfostenlöcher nachweisbar. Ihre Wirtschafts- und Sozialordnung prägte das Leben der Bewohner des Aargaus jedoch bis weit ins 19. Jahrhundert hinein. Ihre Sprache entwickelte sich im Laufe der Zeit zum Schweizerdeutschen.

### Aar-Gau

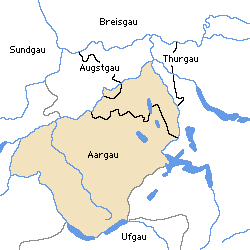
Der Aargau im 8. Jahrhundert

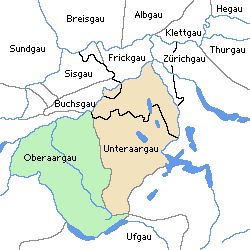
Der Aargau im 10. Jahrhundert

Zu Verwaltungszwecken teilten die Karolinger das Reich in Gaue auf, die von Grafen beherrscht wurden. Erstmals erschien der Name Aar-Gau, 768 als «pagus Aregaua» und 778 als «pagus Aragougensis». Der Aargau umfasste das Gebiet zwischen Aare, Reuss, Pilatus, Brienzersee und Thunersee. Nur etwa die Hälfte des heutigen Kantonsgebiets gehörte dazu.
Nördlich von Windisch, im Wasserschloss der Schweiz, stiessen drei Gaue des Fränkischen Reiches aufeinander. Überquerte man die Aare, gelangte man ins Augstgau. Die Reuss bildete die Grenze zum Thurgau; der Name der Gemeinde Turgi erinnert heute noch an diese Grenzziehung. Nach der Reichsteilung im Jahr 843 verlief die Grenze zwischen Mittelreich und Ostreich der Aare entlang. Nach der Auflösung des Mittelreichs im Jahr 870 lag das gesamte Kantonsgebiet im Ostreich. Um 900 eroberten die Burgunden den Aargau.
Im 10. Jahrhundert wurden die Gaue verkleinert, es gab eine Aufteilung in Unteraargau und Oberaargau. Der nordwestliche Teil des heutigen Kantons lag im Frickgau und teilweise im Sisgau, der Teil östlich der Reuss im Zürichgau. Im Jahr 1033 fiel das ganze Gebiet der Schweiz an das Heilige Römische Reich. Erst im 14. Jahrhundert begann sich der Begriff Aargau auch für die übrigen Gebiete als Landschaftsbezeichnung durchzusetzen.

### Christianisierung
Das Christentum hatte sich im Aargau zur Zeit der Römer wohl nur langsam verbreitet, jedenfalls fehlen andere Belege. Erste Glaubensgemeinschaften sind erst ab dem frühen 4. Jahrhundert nachweisbar, etwa ab der Zeit der Mailänder Vereinbarung von 313, das die Ausübung des christlichen Glaubens endgültig legalisierte. Die Heilige Verena, die aus Theben (Ägypten) stammte, zog in das damalige römische Kastell Tenedo (Zurzach), wo sie bis zu ihrem Tod im Jahr 344 Kranke heilte und Armen half. Zurzach entwickelte sich danach zu einem Wallfahrtsort. Augusta Raurica wurde 346 als Sitz eines Bischofs genannt (der Sitz der Diözese wurde im 7. Jahrhundert nach Basel verlegt). Vindonissa war im 6. Jahrhundert ebenfalls Bischofssitz gewesen, bis es – vermutlich im Jahre 585 – nach Konstanz verlegt wurde (Bistum Konstanz). Da das Christentum im römischen Reich ab etwa 390/395 n. Chr. Staatsreligion war und Belege für heidnische Kulte in der Schweiz zu dieser Zeit fehlen, geht man davon aus, dass das Gebiet der heutigen Schweiz zu dieser Zeit christianisiert war. Positive archäologische Belege dafür gibt es aber nur wenige. Nachweislich hatte das Christentum jedenfalls in den alten gallorömischen Kastellorten Fuss fassen können. Dort hielt es sich zumindest in Resten nach dem Ende der römischen Herrschaft, während die alemannischen Einwanderer weitgehend heidnisch blieben. Lediglich die oberste Elite der Alemannen liess sich etwa ab dem 6. Jahrhundert nach dem Vorbild der Merowinger christianisieren. Endgültig durchsetzen konnte sich der christliche Glaube erst Ende des 7. Jahrhunderts.

## Hochmittelalter

### Adel im Aargau

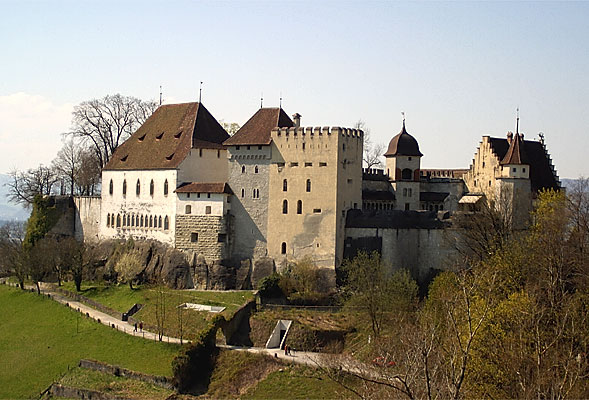
Schloss Lenzburg

Das genaue Alter der ersten Burgen lässt sich nur schwer abschätzen. Die Geschichte der Burg Alt-Homberg im Fricktal reicht mindestens bis ins 10. Jahrhundert zurück. Die grösste und bedeutendste Burganlage im Aargau, das Schloss Lenzburg, entstand im frühen 11. Jahrhundert und wurde 1036 erstmals urkundlich erwähnt. Es war der Stammsitz der Grafen von Lenzburg, die im Seetal herrschten; ein zweites Machtzentrum befand sich um Baden mit der Burg Stein.
Die Lenzburger starben 1173 aus. Kaiser Barbarossa regelte auf Schloss Lenzburg persönlich die Erbfolge und vergab einen Grossteil der Ländereien an seinen Sohn, Pfalzgraf Otto von Burgund. Doch nach dessen Tod im Jahr 1200 konnten die Kyburger ihren Erbanspruch durchsetzen und die Staufer aus dem Aargau verdrängen. Die Kyburger stiegen nach dem Aussterben der Zähringer im Jahr 1218 zum mächtigsten Adelsgeschlecht im Aargau auf, starben ihrerseits jedoch 1264 ebenfalls aus.
Weitere bedeutende Adelsgeschlechter mit umfangreichem Besitz im Aargau waren die Grafen von Frohburg, die Freiherren von Regensberg und die Freiherren von Klingen. Daneben gab es Dutzende von niederen lokalen Adelsfamilien, von denen die Hallwyler die bedeutendsten waren.

### Keimzelle des Habsburgerreichs

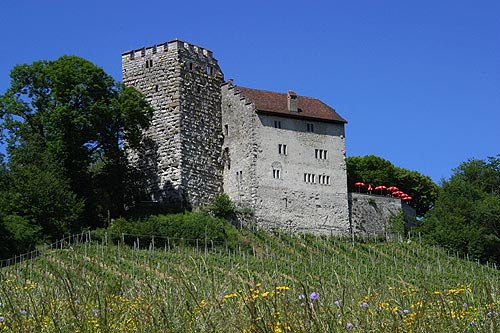
Die Habsburg

Die grössten Konkurrenten der Kyburger um die Vorherrschaft im Voralpenraum waren die Grafen (später Herzöge) von Habsburg. Sie entstammten vermutlich einem Zweig der Etichonen im Elsass und konnten dort sowie im Breisgau und im Frickgau grosse Gebiete erwerben. Im 10. Jahrhundert liessen sie sich in Altenburg bei Brugg nieder und machten das Eigenamt zum Zentrum ihrer Aktivitäten. Unweit von Altenburg liess Radbot um das Jahr 1020 die «Habichtsburg» (die spätere Habsburg) errichten und machte sie zu seinem neuen Stammsitz. Sein Enkel Otto II. war im Jahr 1108 der erste, der sich urkundlich nachweisbar «von Habsburg» nannte.
Aufgrund geschickter Heiratsverbindungen waren es meist die Habsburger, die beim Aussterben eines anderen Adelsgeschlechts das Erbe antraten und so ihren Besitz erweiterten. 1223 traten sie das Erbe der Alt-Homberger an und erlangten so die Kontrolle über den strategisch wichtigen Bözbergpass. 1232 spaltete sich die Seitenlinie Habsburg-Laufenburg ab. Die Laufenburger besassen jedoch bloss relativ unbedeutende Gebiete um Laufenburg und in Obwalden. Diese Linie verarmte und erlosch 1386 mit dem Verkauf der letzten Besitzungen an die Hauptlinie.
Unter Rudolf I. stiegen die Habsburger zu einer europäischen Grossmacht auf. Die Kyburger, die ihrerseits die Zähringer und Lenzburger beerbt hatten, starben 1264 aus. Die Habsburger traten ihr Erbe an und lösten sie als grösste Territorialmacht in der Nordschweiz ab. Nach der Wahl Rudolfs zum deutschen König im Jahr 1273 verlagerte sich die Macht der Habsburger nach Österreich. Doch auch in den Stammlanden dehnten sie sich weiter aus: So verkaufte 1291 die elsässische Fürstabtei Murbach für 2000 Mark Silber die Herrschaftsrechte über mehrere Dörfer im Aargau, das Kloster St. Leodegar in Luzern und zahlreiche Dörfer in der Innerschweiz.
Die Eidgenossen begannen die Habsburger in ihren Stammlanden immer mehr zu bedrängen. Einen ersten Dämpfer erhielt die habsburgische Expansionspolitik 1315 nach der verlorenen Schlacht am Morgarten. 1351 zogen Zürcher Truppen durch den Ostaargau. Sie verwüsteten Baden und Siggenthal und zerstörten die Burg Freudenau, der Konflikt gipfelte in der Schlacht bei Dättwil. Als die Gugler 1375 plündernd durch das Mittelland zogen, kam der Aargau im Gegensatz zu seinen westlichen Nachbarn relativ glimpflich davon. Allerdings wurde die Stadt Lenzburg aus taktischen Gründen geschleift und wenig später wieder aufgebaut. Eine empfindliche Schwächung des aargauischen Landadels brachte die Niederlage in der Schlacht bei Sempach am 9. Juli 1386 mit sich. Neben Herzog Leopold III. fielen rund 400 mit ihm verbündete Adlige. Durch das entstehende Machtvakuum zeichnete sich immer deutlicher eine Verlagerung des Einflusses der Habsburger nach Osten ab.

### Gründung von Städten und Klöstern

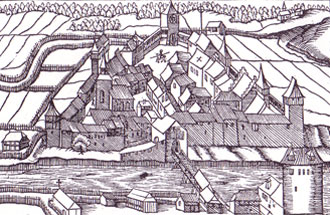
Kaiserstuhl im Jahr 1548

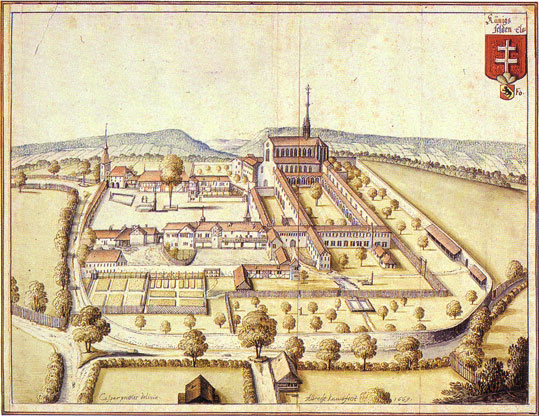
Kloster Königsfelden im Jahr 1669

Um 1100 gab es im Aargau noch keine einzige Stadt. Dann jedoch setzte eine Welle von Stadtgründungen ein, die zwischen 1230 und 1240 ihren Höhepunkt erreichte, als nicht weniger als sechs Städte entstanden. Die Initiative zur Stadtgründung ging von Adligen aus, die damit ihren Herrschaftsbereich stärken und neue Einnahmequellen schaffen wollten.
Die erste aargauische Stadt war Rheinfelden, das zwischen 1130 und 1140 von den Zähringern gegründet wurde. Im frühen 13. Jahrhundert folgten die Grafen von Frohburg mit der Gründung von Zofingen. Die ersten habsburgischen Städte waren Brugg (nach 1200) und Laufenburg (vor 1207). Innerhalb von zehn Jahren entstanden vier Städte der Kyburger: Baden und Mellingen um 1230 sowie Aarau und Lenzburg um 1240. Ebenfalls in diese Zeit fällt die Gründung der habsburgischen Stadt Bremgarten (ca. 1230) sowie von Klingnau. Nur von Klingnau ist das genaue Gründungsdatum bekannt: Diese Stadt wurde am 26. Dezember 1239 durch die Freiherren von Klingen gegründet. Als letzte folgten die habsburgischen Städte Meienberg (nach 1250) und Aarburg (nach 1300) sowie Kaiserstuhl (ca. 1254), die einzige Stadtgründung der Regensberger auf Aargauer Gebiet.
Einige Orte blieben in ihrer Entwicklung stecken. Das bekannteste Beispiel ist Zurzach: Der Ort besass eine städtische Bauweise, war dank der Zurzacher Messe ein überregional bedeutendes Wirtschaftszentrum und stellte damit alle Aargauer Städte in den Schatten. Das Stadtrecht erhielt es jedoch nicht verliehen, da in unmittelbarer Umgebung bereits drei Städte existierten, die unter der Kontrolle des Bischofs von Konstanz waren (Klingnau, Tiengen, Waldshut). Biberstein erhielt zwar 1399 eine Ringmauer, hatte aber weder Markt- noch Stadtrecht und sank zu einem Dorf ab. Meienberg wurde 1386 nach der Schlacht bei Sempach von den Eidgenossen zerstört und blieb bis heute ein kleines Bauerndorf. Kaiserstuhl ist seit seiner Gründung nur unwesentlich gewachsen. Keiner aargauischen Stadt gelang es, ein grösseres eigenes Territorium aufzubauen. Gründe dafür waren die relativ späte Gründung, eingeschränkte Stadtrechte und mächtige Landesherren.
Neben Adligen und Städten übten auch verschiedene Klöster weltliche Macht aus. Diese waren während Jahrhunderten auch Zentren der Kunst und des Wissens. Zwischen dem 11. und 14. Jahrhundert entstanden auf Aargauer Boden dreizehn Klöster und drei Chorherrenstifte. Die bedeutendsten Abteien waren Muri (1027, Benediktiner), Wettingen (1227, Zisterzienser) und Königsfelden (1309, Franziskaner). Auch Klöster ausserhalb des Aargaus hatten grossen Einfluss, insbesondere Sankt Blasien und Säckingen sowie das Bistum Konstanz. Ebenfalls über grossen Besitz verfügten der Johanniterorden (Biberstein, Leuggern, Rheinfelden) und der Deutschritterorden (Beuggen, Hitzkirch).

## Eroberung des Aargaus

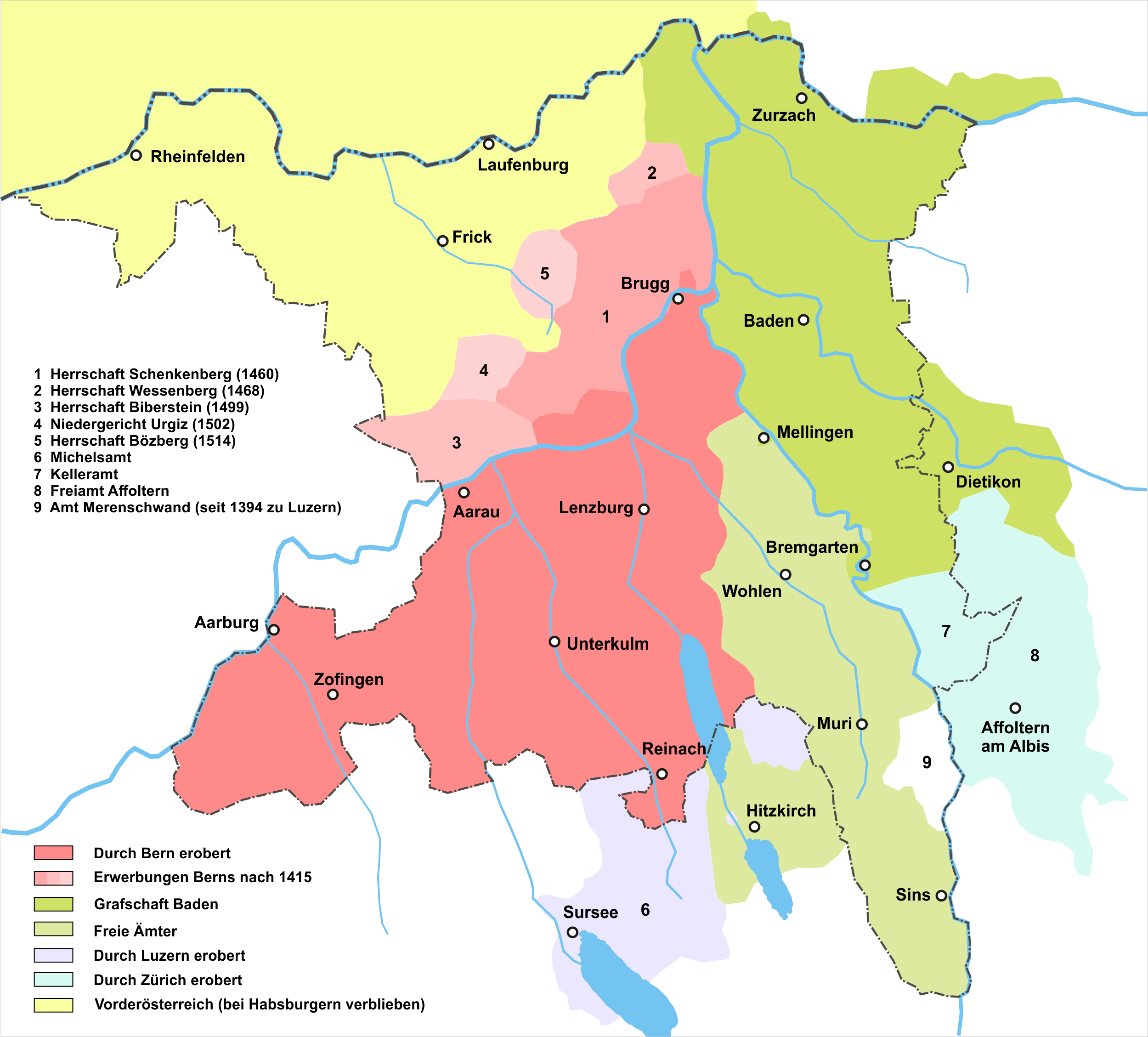
Territoriale Aufteilung des Aargaus nach der Eroberung durch die Eidgenossen

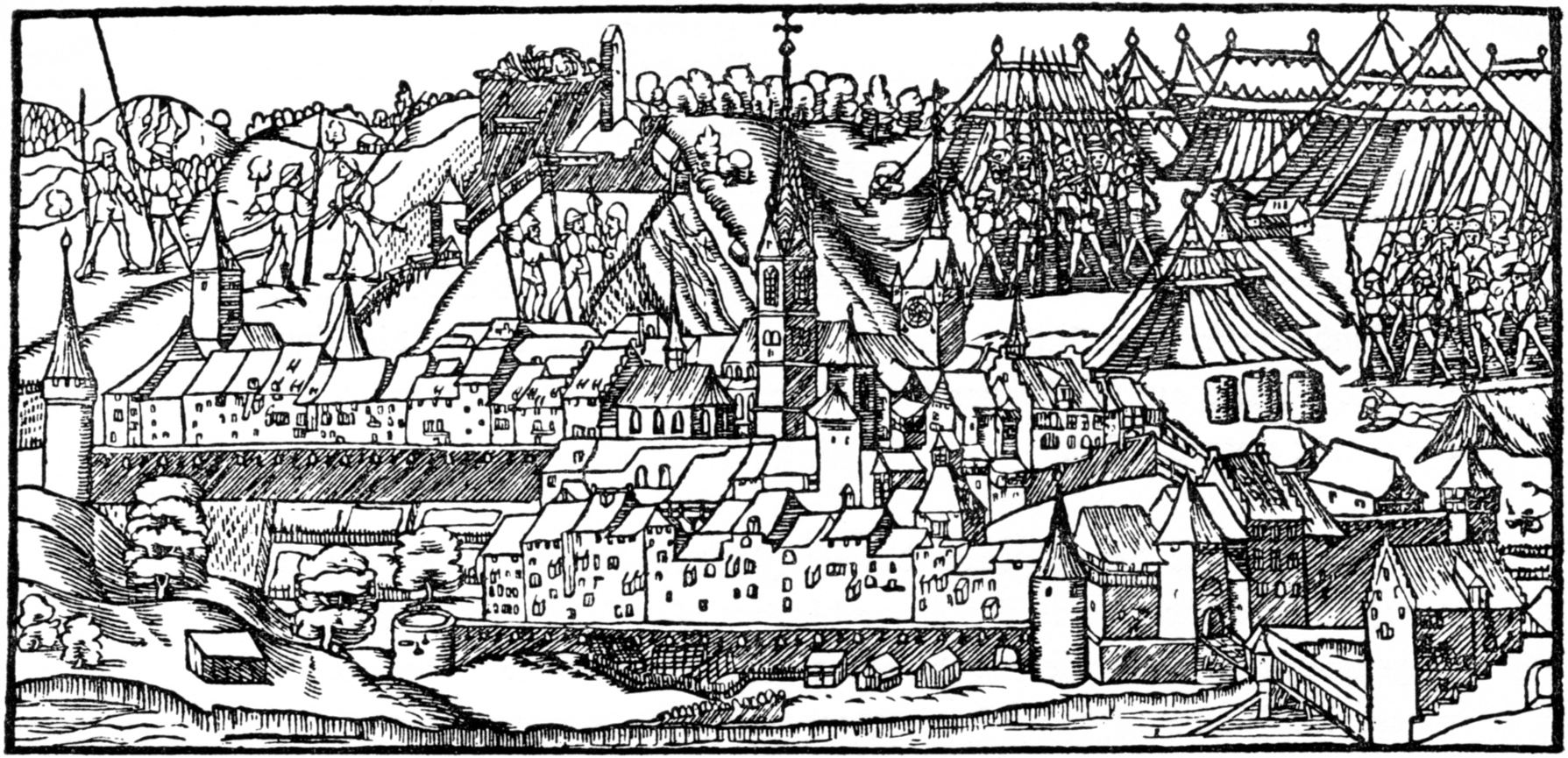
Die Belagerung von Baden, Holzschnitt aus der Stumpfschen Chronik (1548)

Die latenten Spannungen zwischen dem deutschen König Sigmund und dem österreichischen Herzog Friedrich IV. entluden sich 1415 am Konzil von Konstanz, als Friedrich einem der drei damals amtierenden Päpste, Johannes XXIII., zur Flucht aus der Stadt verhalf. Sigmund sah darin eine Chance, seinem Widersacher zu schaden. Er forderte die Nachbarn der Habsburger auf, deren Ländereien im Namen des Reiches einzunehmen.
Die Eidgenossen erhielten die Aufgabe, den Aargau zu besetzen, obwohl sie erst drei Jahre zuvor einen Friedensvertrag mit Österreich abgeschlossen hatten. Bern zeigte am wenigsten Skrupel und liess sofort Truppen losmarschieren. Zürich und die Innerschweizer Orte zögerten wegen des Friedensvertrages zunächst, zogen aber dennoch los, um den Bernern nicht alles überlassen zu müssen. Nur Uri beteiligte sich nicht am Feldzug.
Zofingen fiel am 18. April in die Hand der Berner. Sechs Tage später waren Aarau, Brugg, Lenzburg und die Habsburg erobert, meist ohne grosse Gegenwehr. Luzern belagerte Sursee und unterwarf das Michelsamt sowie die Ämter Meienberg und Richensee. Zürich besetzte das Freiamt Affoltern und das Kelleramt. Nach der Kapitulation Mellingens vereinigten sich die Zürcher mit den Truppen von Luzern, Glarus, Schwyz, Unterwalden und Zug. Zusammen erzwangen sie am 24. April die Kapitulation Bremgartens. Die Dörfer in der Gegend um Villmergen schlossen sich freiwillig Luzern an.
Am 25. April begann die Belagerung Badens, wo die Truppen des österreichischen Landvogts Burkart von Mansberg Widerstand leisteten. Die Verteidiger gaben am 3. Mai die Stadt auf und zogen sich auf die Burg Stein zurück. Die Berner, die sich bereits auf dem Rückweg befanden, wurden am 9. Mai um Unterstützung gebeten. Am 11. Mai unterzeichnete von Mansberg einen Waffenstillstand. Nachdem die Verteidiger sich am 18. Mai ergeben hatten, wurde die Burg sofort geschleift.
Noch während des Feldzugs hatte sich Herzog Friedrich mit König Sigmund versöhnt, der eine sofortige Einstellung der Feindseligkeiten und die Rückgabe der eroberten Gebiete forderte. Nur die Eidgenossen hielten sich nicht daran. Indem Zürich am 22. Juli die Pfandschaft über die Vogtei Baden sowie die Städte Baden, Mellingen, Bremgarten und Sursee erwarb, konnte dieses Problem formaljuristisch gelöst werden. Zürich nahm die fünf Orte Luzern, Schwyz, Unterwalden, Zug und Glarus am 18. Dezember 1415 in die Pfandschaft auf, Bern am 1. Mai 1418. Das habsburgische Hausarchiv, das sich in der Burg Stein befunden hatte, wurde nach Luzern überführt und erst 1474 an die Habsburger zurückgegeben. Im selben Jahr verzichteten die Habsburger mit der «Ewigen Richtung» endgültig auf sämtliche Gebietsansprüche.
Mit der Eroberung des Aargaus übernahmen die Eidgenossen de facto die Landesherrschaft. Da sie sich vor dem Feldzug nicht abgesprochen hatten, waren sie sich mehr als zehn Jahre lang in der Aufteilung der eroberten Gebiete uneinig. Bern setzte sich schliesslich durch und durfte sämtliche eroberten Gebiete im Unteraargau (den so genannten Berner Aargau) behalten. Zürich erhielt das Kelleramt und das Freiamt Affoltern zugesprochen, Luzern das Michelsamt. Allerdings musste Luzern 1425 die Ämter Richensee und Meienberg sowie die Gegend um Villmergen an den gemeinsamen Besitz zurückgeben.
Aus dem gemeinsamen Besitz, einem durchschnittlich 15 Kilometer breiten Gebietsstreifen, schufen die Eidgenossen zwei Gemeine Herrschaften, die Freien Ämter und die Grafschaft Baden. Für den Alltag der Bewohner des Aargaus hatte die Eroberung zunächst keine grossen Auswirkungen. Die Eidgenossen übernahmen lediglich diejenigen landesherrschaftlichen Rechte, die vorher den Habsburgern gehört hatten. In manchen Dörfern betraf der Wechsel lediglich die hohe Gerichtsbarkeit, während die niedere Gerichtsbarkeit vorerst in den Händen von Städten, lokalen Adligen oder Klöstern blieb.

## Entwicklung in den einzelnen Herrschaftsgebieten

### Berner Aargau

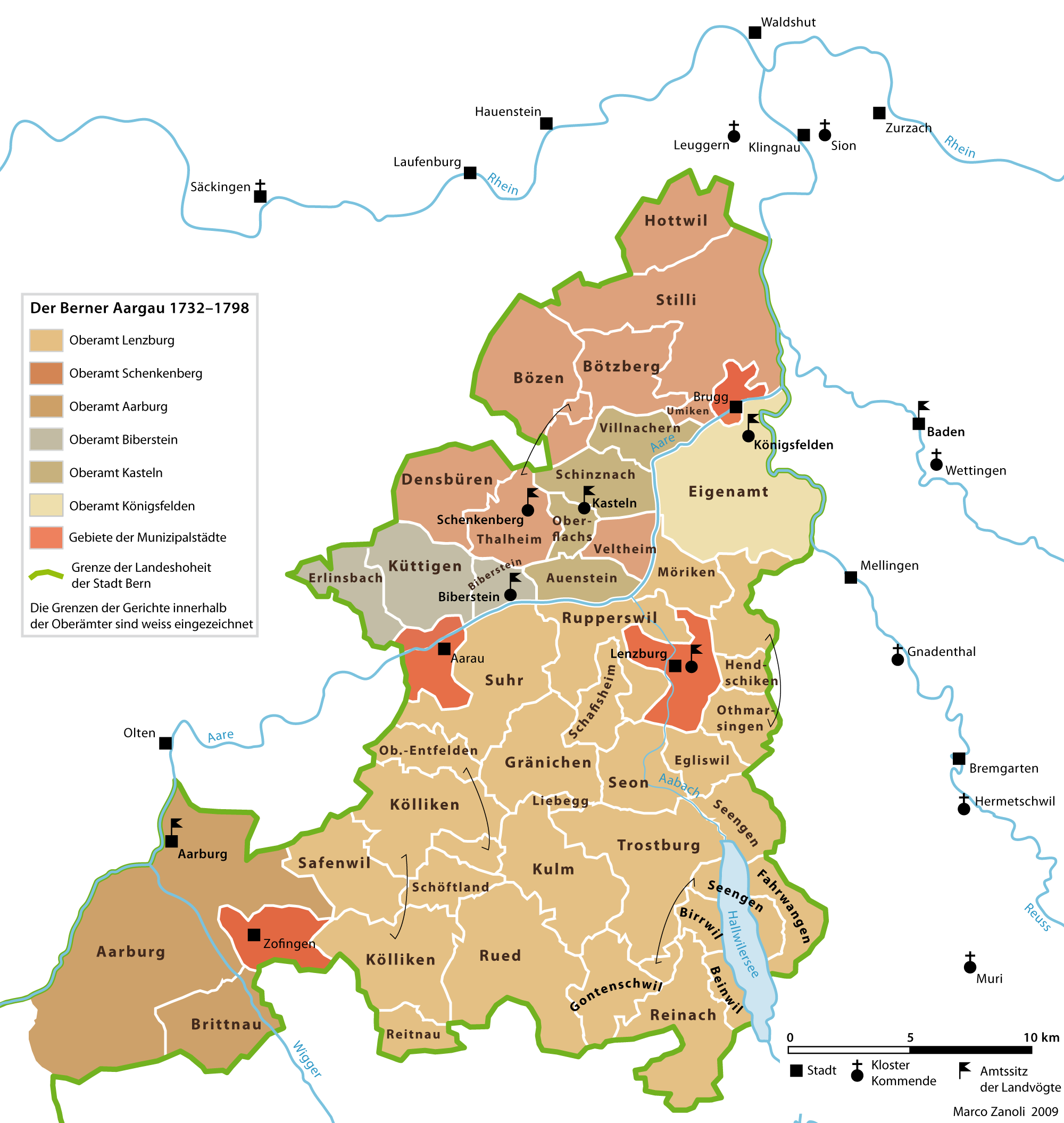
Oberämter im Berner Aargau 1732–1798

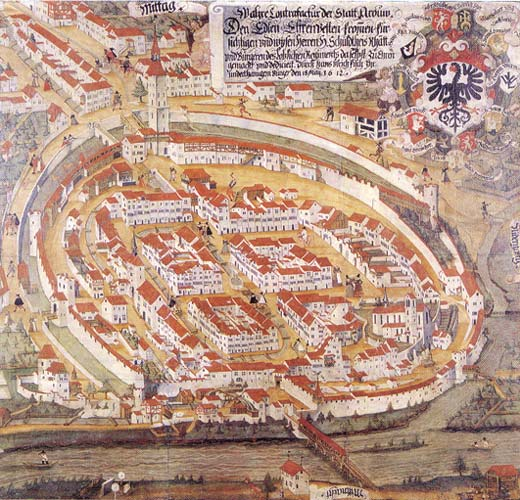
Aarau im Jahr 1612

Nur im Berner Aargau änderten sich die territorialen Verhältnisse grundlegend. Den Bernern gelang es, im Jura neue Gebiete dazu zu gewinnen und die Pässe Bözberg und Staffelegg zu sichern. 1460 eroberten sie die Herrschaft Schenkenberg, während des Waldshuterkriegs im Jahr 1468 die Herrschaft Wessenberg mit den Dörfern Hottwil und Mandach. 1499 wurde während des Schwabenkriegs die Herrschaft Biberstein besetzt. 1502 erfolgte der Kauf des Niedergerichts Urgiz mit dem Dorf Densbüren. Mit dem Kauf der Herrschaft Bötzberg (bestehend aus Bözen, Effingen und Elfingen) im Jahr 1514 fand die Expansionspolitik der Berner ihren Abschluss.
Im Verlauf von mehr als dreihundert Jahren gelang es den Bernern, die herrschaftlichen Rechte lokaler Herrscher fast vollständig aufzukaufen oder an sich zu reissen. Der Einfluss des Adels sank bis zum 18. Jahrhundert auf ein Minimum. Langsam entwickelte sich der Berner Aargau zu einem Staatswesen moderner Prägung. Zu Beginn war das Gebiet von einem einzigen Landvogt von Aarburg aus verwaltet worden. Später kamen die Vogteien Lenzburg (1442), Schenkenberg (1460), Biberstein (1499), Königsfelden (1528) und Kasteln (1732) hinzu. Das Selbstverwaltungsrecht und eine eigene Gerichtsbarkeit besassen die vier «Munizipalstädte» Aarau, Brugg, Lenzburg und Zofingen. Die straffe Verwaltung förderte die wirtschaftliche Entwicklung: Zu Beginn des 18. Jahrhunderts war der Berner Aargau die am stärksten industrialisierte Gegend der Schweiz.
Der Alte Zürichkrieg hatte auch auf den Berner Aargau Auswirkungen. Am 30. Juli 1444 wurde Brugg in der so genannten «Brugger Mordnacht» von habsburgischen Adligen geplündert und niedergebrannt. Im Februar 1499, während des Schwabenkriegs, zog ein österreichisches Heer plündernd durch das Amt Schenkenberg. Dabei erhielten sie Unterstützung von Bauern aus dem Mettauertal. Als Vergeltung verwüsteten die Berner zusammen mit den Freiburgern die Dörfer nördlich der Staffelegg bis hinunter nach Frick.

### Freie Ämter

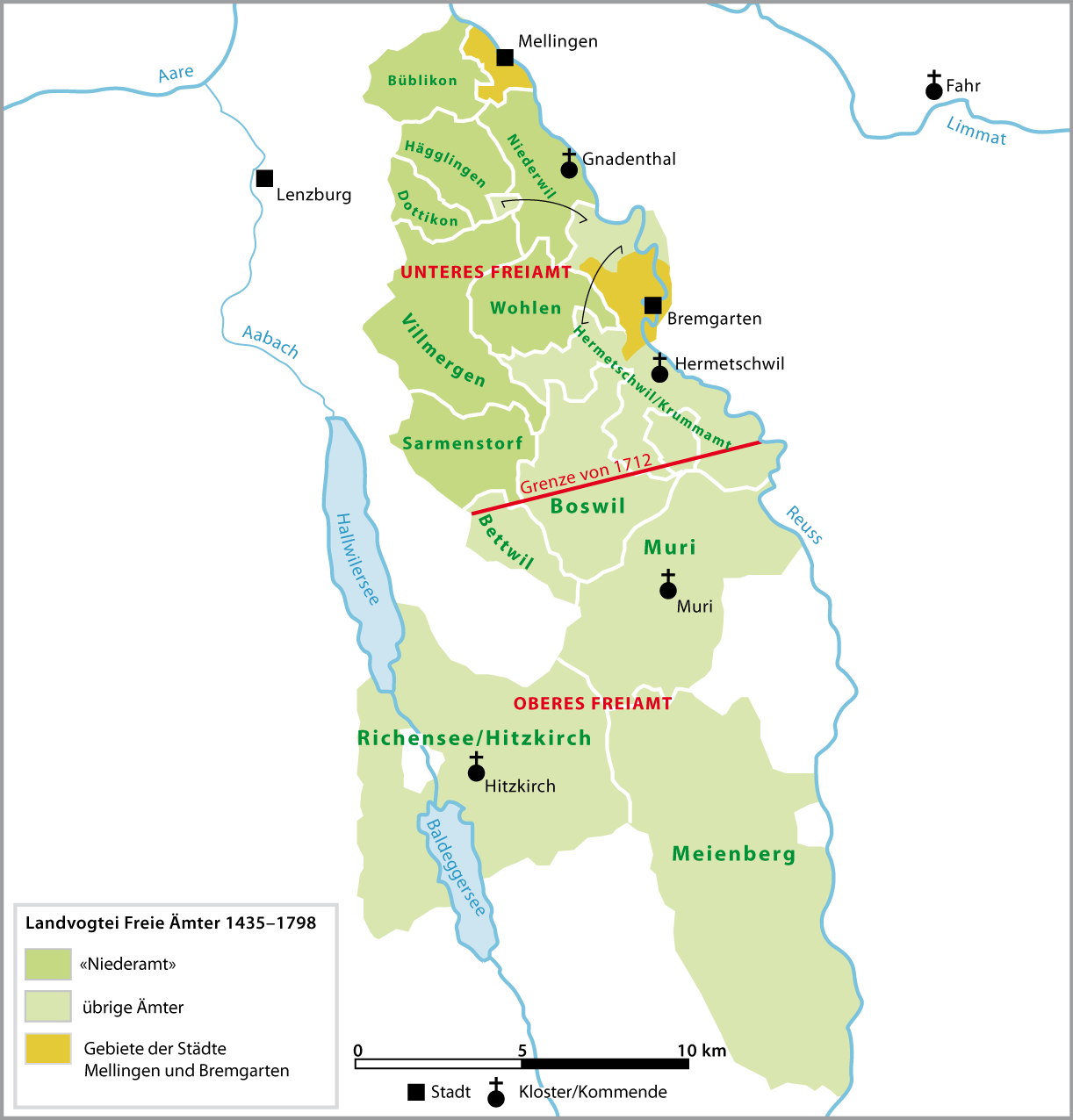
Die Landvogtei der Freien Ämter 1435–1798

Die Freien Ämter waren eine Gemeine Herrschaft und setzten sich aus den ehemaligen habsburgischen Verwaltungsbezirken Meienberg, Muri und Richensee sowie dem Nordostteil des Amts Lenzburg zusammen. Die sechs regierenden Orte Glarus, Luzern, Schwyz, Unterwalden, Zug und Zürich besetzten das einflussreiche Amt des Landvogts abwechslungsweise für jeweils zwei Jahre. Der Landvogt hatte keine feste Residenz, sondern erschien lediglich dreimal jährlich, um die schweren Gerichtsfälle zu erledigen und die Steuern einzukassieren. Ab 1532 (ein Jahr nach dem Sieg der katholischen Orte im Zweiten Kappelerkrieg) stellte auch Uri Landvögte. Das Kelleramt südöstlich von Bremgarten wurde von Zürich erobert, das jedoch lediglich die hohe Gerichtsbarkeit übernahm, während die niedere Gerichtsbarkeit im Besitz der Stadt Bremgarten blieb.

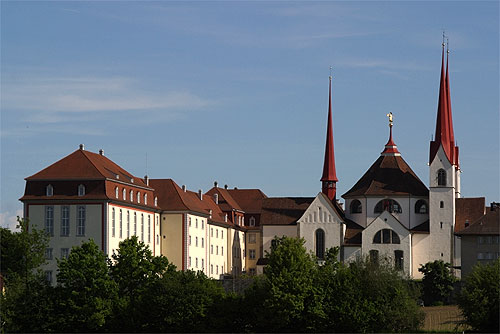
Das Kloster Muri

Die Zuständigkeiten im Gerichtswesen und die Grundherrschaften waren stark zersplittert. Bedeutendster Grundherr, grösster Wirtschaftsfaktor und Inhaber der niederen Gerichtsbarkeit in den meisten Orten war das Kloster Muri. Diese Benediktinerabtei galt Ende des 17. Jahrhunderts als reichstes Kloster der Schweiz. Weitere Gerichts- und Grundherren waren das Kloster Hermetschwil, die Städte Bremgarten, Mellingen, Luzern und Zug sowie einzelne lokale Adlige. Das Amt Merenschwand gehörte schon seit 1394 zu Luzern und war nicht Teil der Freien Ämter.
Da die Obrigkeit alle zwei Jahre wechselte, war die Verwaltung weit weniger stark ausgebildet als beispielsweise im Berner Aargau, die Untertanen konnten sich mehr erlauben als anderswo und wurden fast nie zum Militärdienst eingezogen. Die regierenden Orte waren meist nur an den Steuereinnahmen interessiert und kümmerten sich sonst wenig um das Gebiet. Ab 1562 besorgte ein in Bremgarten residierender Landschreiber die wenigen Verwaltungsaufgaben. Doch die nachlässige Kontrolle hatte auch Nachteile: So war das Freiamt ein Sammelbecken für Bettler und Landstreicher aus der ganzen Eidgenossenschaft. Die Wirtschaft entwickelte sich kaum, weil die Sicherheit bei Investitionen nicht gewährleistet war. In Wohlenschwil, im äussersten Nordwesten der Freien Ämter, fand am 3. Juni 1653 das entscheidende Gefecht im Schweizer Bauernkrieg statt. Die aufständischen Bauern aus den Berner und Luzerner Untertanengebieten unterlagen hier den Zürcher Truppen.

### Grafschaft Baden

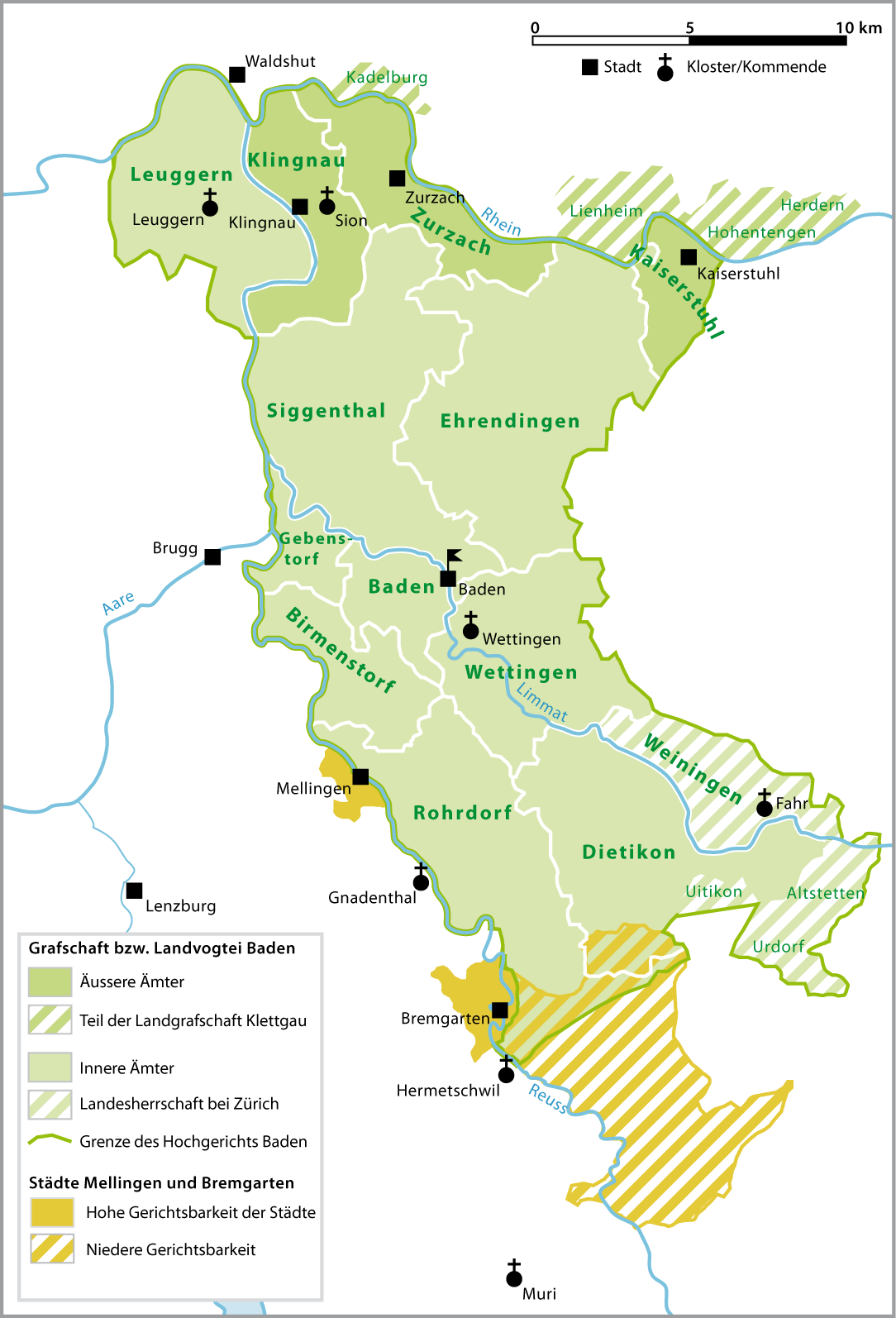
Die Landvogtei Baden 1415–1798

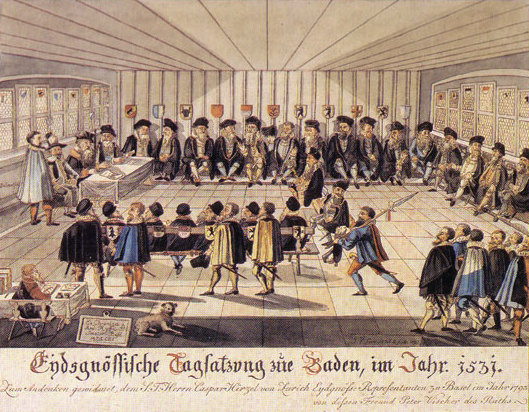
Tagsatzung in Baden im Jahr 1531

Die Grafschaft Baden war eine Gemeine Herrschaft, die durch alle sieben Orte verwaltet wurde, die am Feldzug von 1415 beteiligt gewesen waren. Ab 1443 war auch Uri in die Verwaltung miteinbezogen. Jeder Ort stellte für jeweils zwei Jahre einen Landvogt, der im Badener Landvogteischloss residierte. Nur in einzelnen Dörfern verfügte der Landvogt über die finanziell einträgliche niedere Gerichtsbarkeit, so dass die Grafschaft Baden für die Eidgenossenschaft zunächst eher ein Verlustgeschäft war. Bedeutende Gerichts- und Grundherren waren die Klöster Wettingen und St. Blasien, die Johanniterkommende Leuggern und das Bistum Konstanz. Die Städte Baden, Bremgarten und Mellingen waren weitgehend autonom und gehörten nur verwaltungstechnisch zur Grafschaft Baden.
Im Verlauf der Jahrhunderte konnten die eidgenössischen Landvögte die Rechte der weltlichen und geistlichen Herrschaften nach und nach an sich ziehen. Rascher verlief die Entwicklung in den Dörfern des östlichen Limmattals: Hier hatte Zürich schon bald fast uneingeschränkte Machtbefugnisse, stellte die Gerichtsherren und rekrutierte Truppen. Heute gehören diese Gemeinden ausnahmslos zum Kanton Zürich, Altstetten ist sogar ein Stadtteil Zürichs.
Die Verwaltung der gemeinsam eroberten Gebiete machte häufigere Absprachen zwischen den einzelnen Orten nötig. Zu diesem Zweck trafen sich die Abgesandten ab 1415 zu Tagsatzungen, die im Badener Rathaus stattfanden. Zwar gab es auch in anderen Städten Tagsatzungen, doch Baden war aufgrund der Bäder und der damit verbundenen Zerstreuungen besonders beliebt. Die wichtigsten Geschäfte, welche die ganze Eidgenossenschaft betrafen, wurden ausschliesslich in Baden verhandelt, so z. B. ab 1426 die Abnahme der Jahresrechnungen sämtlicher Gemeinen Herrschaften, aber auch Entscheidungen über Krieg und Frieden.
Die Nähe zu Zürich hatte auch eine Verwicklung in den Alten Zürichkrieg zur Folge. Baden, Mellingen und Bremgarten hatten sich 1444 mit Zürich verbündet und sich gegen die Eidgenossenschaft gestellt. In der Folge belagerten die übrigen Eidgenossen diese drei Städte und eroberten sie zurück. Während des Schwabenkriegs wurden die Dörfer im Kirchspiel Leuggern (im Nordwesten der Grafschaft gelegen) geplündert und teilweise niedergebrannt.

### Fricktal
Das Fricktal war 1415 nicht durch die Eidgenossen erobert worden und blieb als Teil Vorderösterreichs im Besitz der Habsburger. Der vorderösterreichische Landvogt residierte zuerst in Ensisheim im südlichen Elsass. Nach der Eroberung des Elsass durch Frankreich im Jahr 1651 wurde das Fricktal von Freiburg im Breisgau aus regiert, der Rhein bildete im Gegensatz zu heute keine politische Grenze. Administrativ war das Fricktal in die Kameralherrschaften Rheinfelden und Laufenburg eingeteilt, die ab 1752 zum Oberamt Breisgau gehörten. Das Gebiet war uneinheitlich strukturiert. Zahlreiche Dörfer unterstanden direkt der österreichischen Verwaltung, während in anderen Adlige und Geistlichkeit einzelne Herrschaftsrechte besassen, insbesondere die niedere Gerichtsbarkeit. Der bedeutendste Grundbesitzer und grösste wirtschaftliche Macht war das Damenstift Säckingen.
Im Vergleich zu den anderen Gebieten litt das Fricktal viel stärker unter kriegerischen Konflikten. Im Alten Zürichkrieg belagerten Bern, Basel und Solothurn erfolglos die Stadt Laufenburg. Rheinfelden verbündete sich 1445 mit Basel, musste sich aber 1449 nach einer mehrmonatigen Belagerung wieder der österreichischen Herrschaft unterwerfen. 1469 verpfändeten die Habsburger das Fricktal an Burgund, um Geld für die Kriegsentschädigung nach dem Waldshuterkrieg auftreiben zu können. Nach den für die Burgunder verheerend verlaufenen Burgunderkriegen erlangte Habsburg 1477 wieder die Kontrolle.

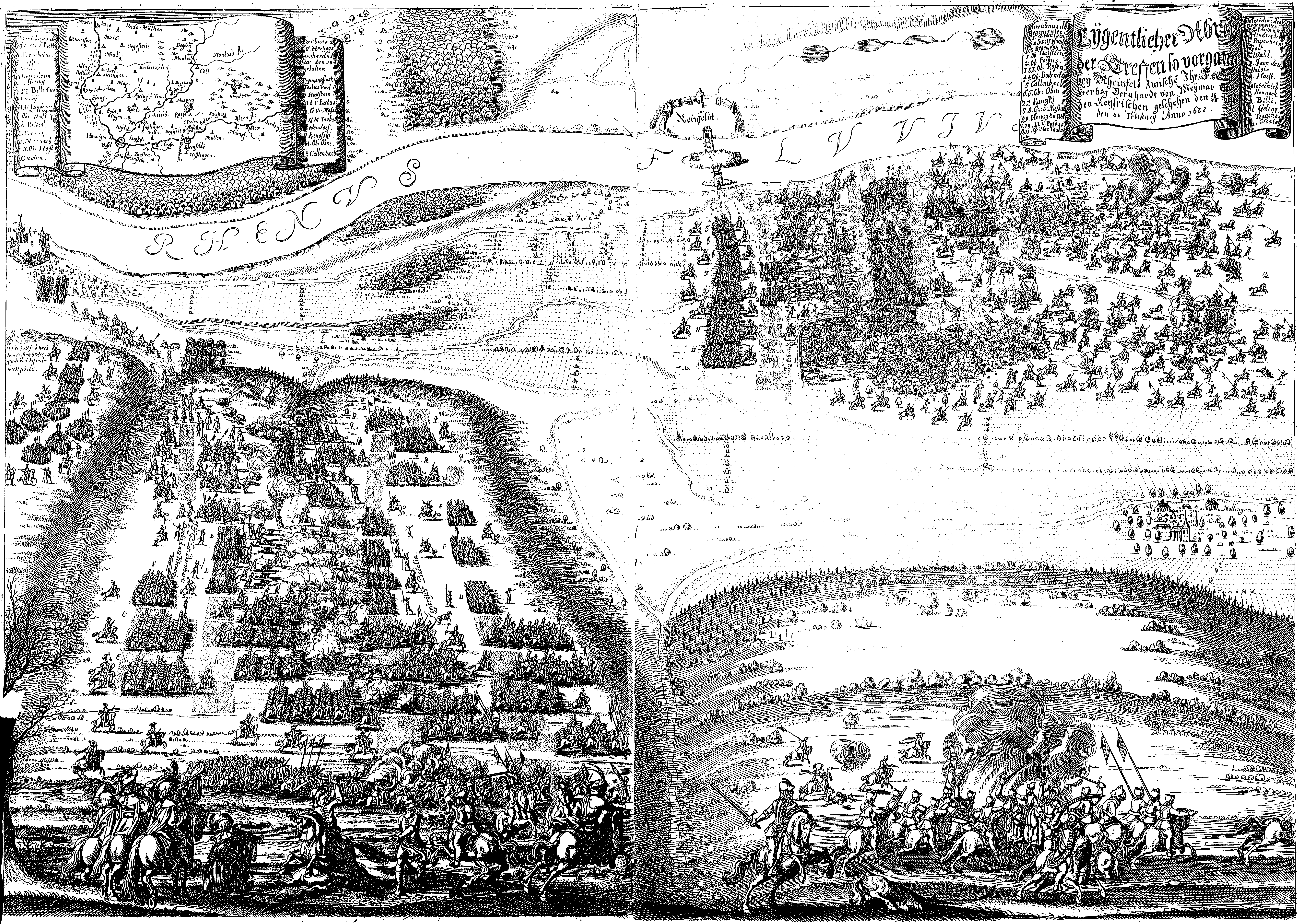
Schlacht bei Rheinfelden, Kupferstich von Matthäus Merian

Im Schwabenkrieg von 1499 zogen Bauern aus dem Mettauertal unter Duldung Österreichs plündernd durch die Nachbardörfer im Berner Aargau. Als Gegenreaktion erfolgte die Verwüstung der Dörfer nördlich der Staffelegg durch Berner und Freiburger. Im Rappenkrieg (1612 bis 1614) wehrten sich die Fricktaler Bauern erfolglos gegen eine Steuererhöhung. Zwischen 1633 und 1638 war das Fricktal als eines der wenigen Gebiete der heutigen Schweiz direkt vom Dreissigjährigen Krieg betroffen. Schwedische, französische und österreichische Truppen zogen durch die Region. 1638 kam es zur Schlacht bei Rheinfelden, die mit einem Sieg der reformierten Seite endete. Am Ende waren mehr als ein Drittel aller Häuser im Fricktal zerstört und die verarmte Bevölkerung benötigte Jahrzehnte, um die Kriegsfolgen zu bewältigen.
Während des Pfälzischen Erbfolgekriegs zogen französische Truppen durch das Fricktal, bis sie von den Eidgenossen gestoppt wurden. 1689 musste die vorderösterreichische Regierung für anderthalb Jahre nach Klingnau ins Exil fliehen. Während des Spanischen Erbfolgekriegs, des Österreichischen Erbfolgekriegs und des Siebenjährigen Kriegs war das Fricktal zwar nicht in Kampfhandlungen verwickelt, doch die Bevölkerung litt unter hohen Kriegssteuern, die das wirtschaftliche Leben massiv beeinträchtigten. Die josephinischen Reformen des österreichischen Kaisers Joseph II. bewirkten eine allmähliche Verbesserung der Lebensumstände.

## Konfessionelle Spaltung

### Reformationswirren
Nachdem sich 1523 die Reformation in Zürich endgültig durchgesetzt hatte, begannen Huldrych Zwingli und Gleichgesinnte mit der Verbreitung der neuen Lehre in der Grafschaft Baden, zunächst in jenen Dörfern des Limmattals, die vollständig unter zürcherischer Kontrolle standen und somit dem Einfluss des Landvogts weitgehend entzogen waren. Auch in der Umgebung von Aarau und in den Freien Ämtern begannen einzelne Priester mit der Verbreitung des reformatorischen Gedankenguts.

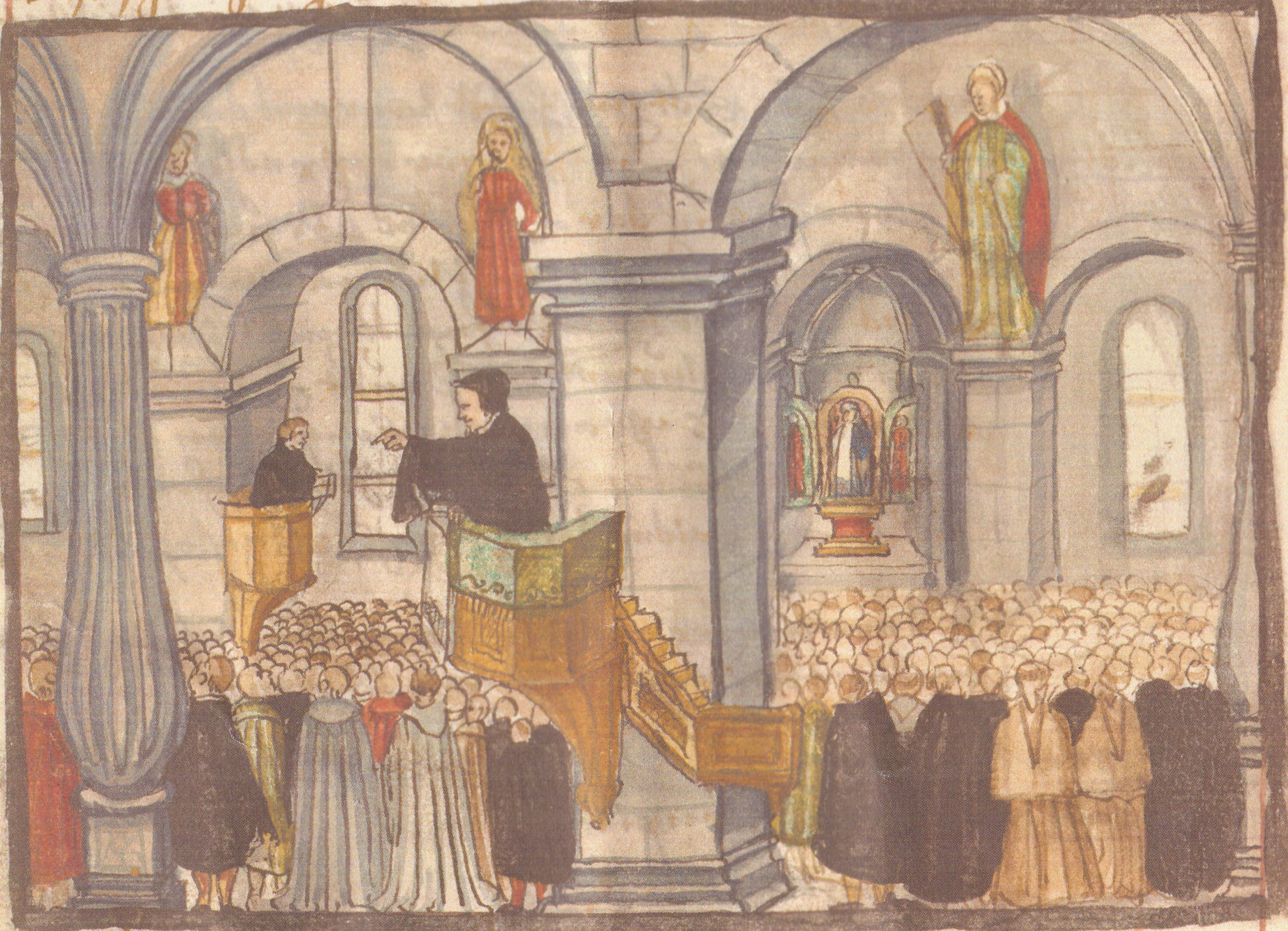
Badener Disputation

Die Innerschweizer Orte Luzern, Schwyz, Unterwalden, Uri und Zug beschlossen 1524 die Beibehaltung des Katholizismus und versuchten diesen Anspruch in den Gemeinen Herrschaften durchzusetzen. Zu diesem Zweck veranstalteten sie 1526 die Badener Disputation. Der deutsche Theologe Johannes Eck überzeugte die Geistlichen aus Baden und Umgebung, beim alten Glauben zu bleiben, während Johannes Oekolampad vergeblich für die Sache der Reformation warb. Doch vor allem in der Region Zurzach und im unteren Freiamt um Wohlen und Bremgarten gewann die Reformation immer mehr Anhänger.
Bern verhielt sich zunächst neutral und war unentschlossen, zumal die Mehrheit der Untertanengebiete sich bei einer behördlichen Befragung für den alten Glauben aussprach. Auf Druck der Zünfte entschloss sich jedoch der Kleine Rat von Bern, ein Religionsgespräch durchzuführen. Bei der Berner Disputation im Januar 1528 setzten sich die Anhänger der Reformation durch, woraufhin der Kleine Rat die neue Konfession konsequent in sämtlichen bernischen Untertanengebieten einführte, also auch im Berner Aargau. Bern hob alle Klöster auf und beschlagnahmte sämtliche Güter geistlicher Herren. Vor allem die Städte profitierten von dieser Massnahme, da die Klöster zuvor starke wirtschaftliche Konkurrenten gewesen waren.

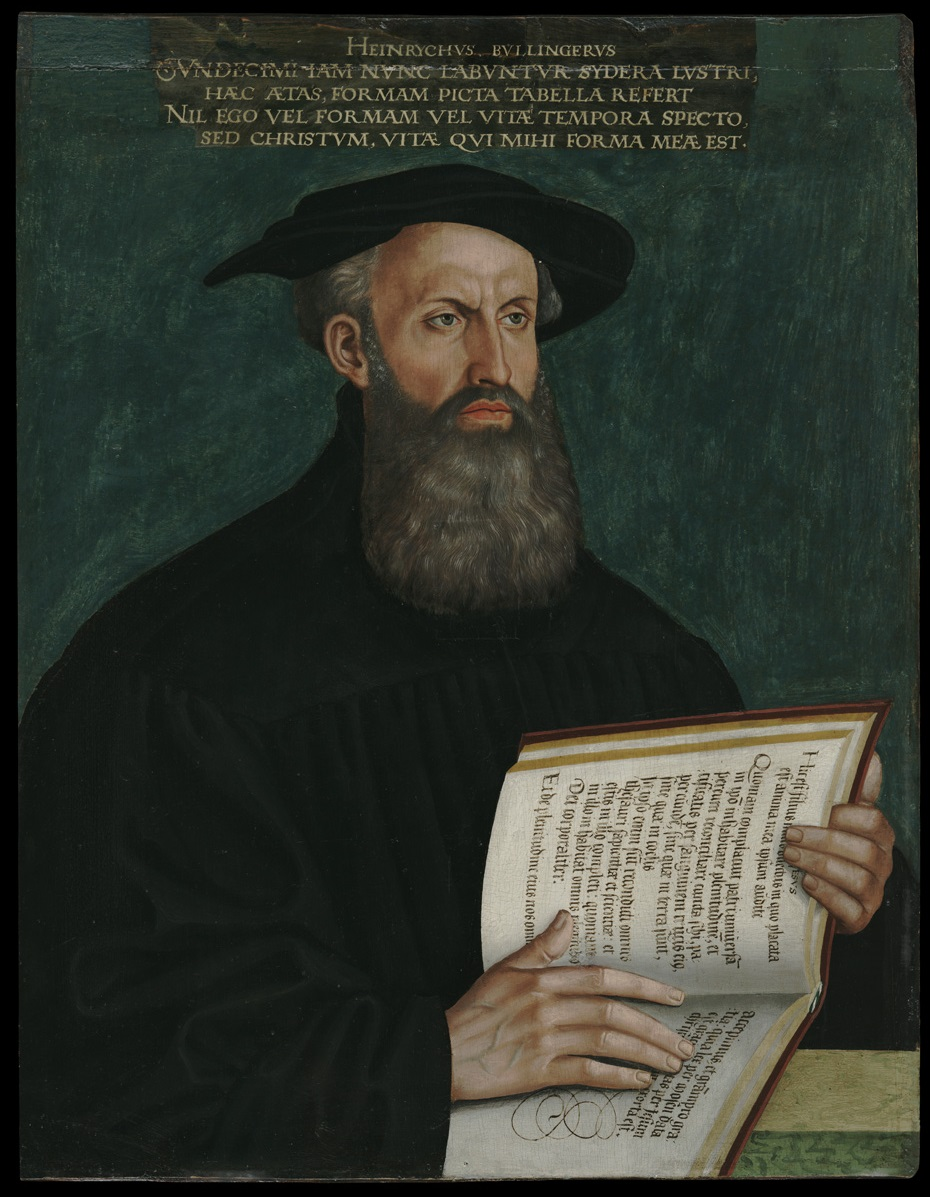
Heinrich Bullinger

Zwischen Bern und Zürich gab es nun einen schmalen katholischen Gebietsstreifen, in dem aber bereits die Hälfte der Pfarreien zur neuen Konfession übergetreten war. Schliesslich kam es im Juni 1529 zum Ersten Kappelerkrieg, der aber weitgehend ohne Kampfhandlungen blieb. Im Ersten Landfrieden setzten die reformierten Orte durch, dass jede Gemeinde den Glauben frei wählen durfte. Doch nach dem Zweiten Kappelerkrieg von 1531, aus dem die katholischen Orte siegreich hervorgingen, wurden gemäss dem Zweiten Landfrieden die alten Verhältnisse rigoros wiederhergestellt. Die Grafschaft Baden und die Freien Ämter wurden rekatholisiert, teilweise unter Anwendung von Gewalt. Nur in Zurzach und Tegerfelden konnte sich eine reformierte Mehrheit halten, ebenso in den Gemeinden des östlichen Limmattals. Die Dörfer Gebenstorf, Birmenstorf und Würenlos blieben konfessionell gemischt. Heinrich Bullinger, der Stadtpfarrer von Bremgarten, musste nach Zürich fliehen und trat die Nachfolge des verstorbenen Ulrich Zwingli an.
Das unter österreichischer Herrschaft stehende Fricktal blieb von diesen Ereignissen weitgehend unberührt. Kleine reformierte Minderheiten in Rheinfelden und Laufenburg wurden rekatholisiert oder wanderten mit der Zeit nach Basel aus.

### Innere Gegensätze und Konflikte
Nach den Reformationswirren vertiefte sich der Gegensatz zwischen den einzelnen Landesgegenden im Aargau immer mehr. In den katholischen Gebieten wurden die Missstände, die letztlich zur Reformation geführt hatten, erst nach dem Konzil von Trient im Jahr 1563 nach und nach behoben. Es folgte eine religiöse Erneuerung, die ihren Ausdruck im Bau prunkvoller barocker Kirchenbauten und der Zunahme von Wallfahrten fand. Das Kloster Muri entwickelte sich zu einem Zentrum der Barockkunst. Zwischen 1588 und 1650 entstanden im Aargau zudem vier Klöster der Kapuziner (Baden, Bremgarten, Laufenburg, Rheinfelden) und eines der Kapuzinerinnen (Baden). Auch die übrigen Klöster erlebten einen Aufschwung, 1701 erhielt das Kloster Muri den Status einer Fürstabtei.
Über ein Jahrhundert lang richteten sich die Menschen im Aargau nach zwei verschiedenen Kalendern. Die reformierten Orte weigerten sich, den 1582 von Papst Gregor XIII. eingeführten gregorianischen Kalender anzuwenden. Die daraus resultierende gegenseitige Missachtung der Feiertage führte immer wieder zu schweren Spannungen. Erst 1701 wurde die Differenz von zehn Tagen ausgeglichen, als auch die reformierten Orte den verbesserten Kalender annahmen. Die Anzahl der Feiertage, an denen nicht gearbeitet werden durfte, erhöhte sich im Laufe der Zeit immer mehr. Aufgrund der dadurch verursachten geringeren Produktivität gerieten die katholischen Gebiete wirtschaftlich ins Hintertreffen. Wegen der Zersplitterung der politischen Zuständigkeiten unternahm in den Gemeinen Herrschaften niemand etwas zur Verbesserung der Situation. Nur im Fricktal versuchten die Habsburger mit der Einführung einer Staatskirche Gegensteuer zu geben. Unter Maria Theresia und Joseph II. wurden zahlreiche Feiertage abgeschafft und mehrtägige Wallfahrten verboten. Da die Kontrollen jedoch ziemlich nachlässig waren, übten die Bewohner des Fricktals ihre althergebrachten Bräuche im Geheimen aus.

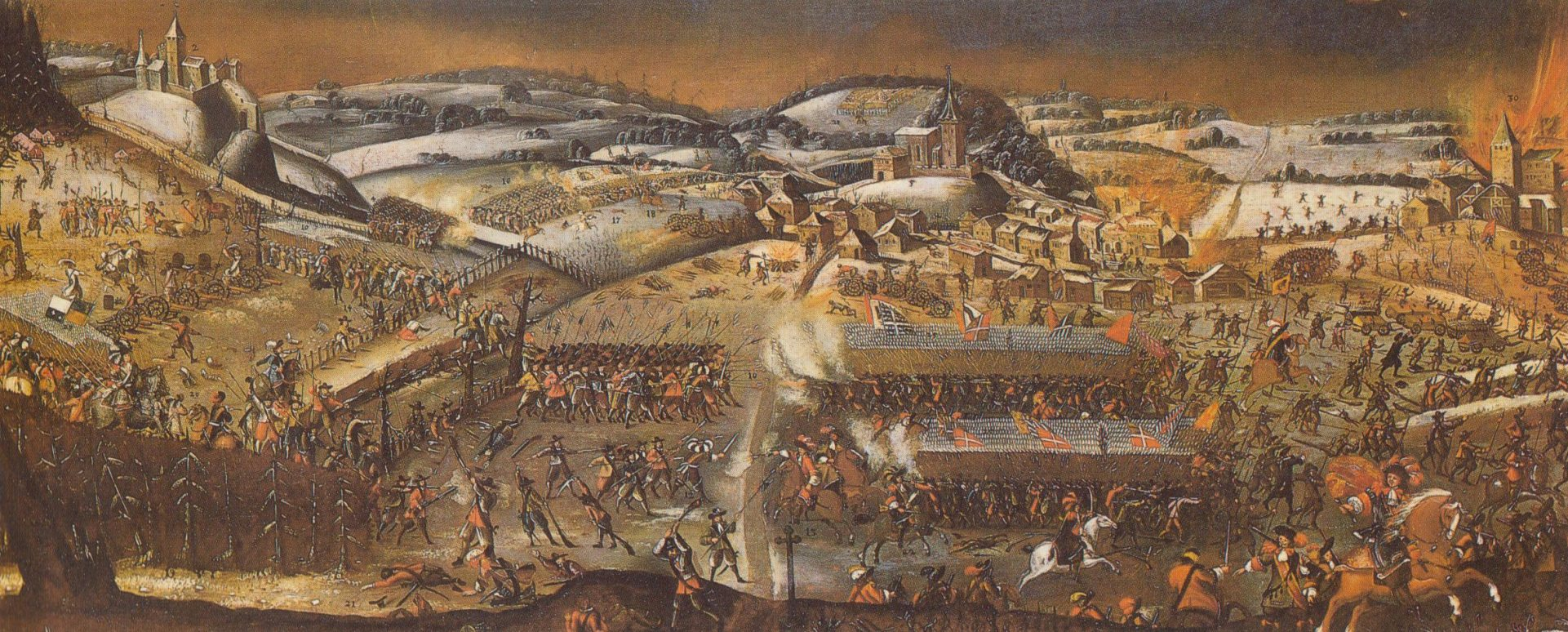
Erste Schlacht von Villmergen

Die aufgebauten konfessionellen Spannungen entluden sich 1656 im Ersten Villmergerkrieg. Nachdem die Behörden des Standes Schwyz zahlreiche Reformierte vertrieben, der Inquisition übergeben oder hingerichtet hatten, erklärte Zürich den katholischen Orten den Krieg. Doch der Feldzug war schlecht organisiert: Die verbündeten Berner Truppen unterlagen am 24. Januar in der Ersten Schlacht von Villmergen den Innerschweizern. Der am 7. März geschlossene Friedensvertrag bestätigte die seit 1531 bestehenden Verhältnisse. In Baden wurde die 1415 zerstörte Burg Stein als Festung wieder aufgebaut.

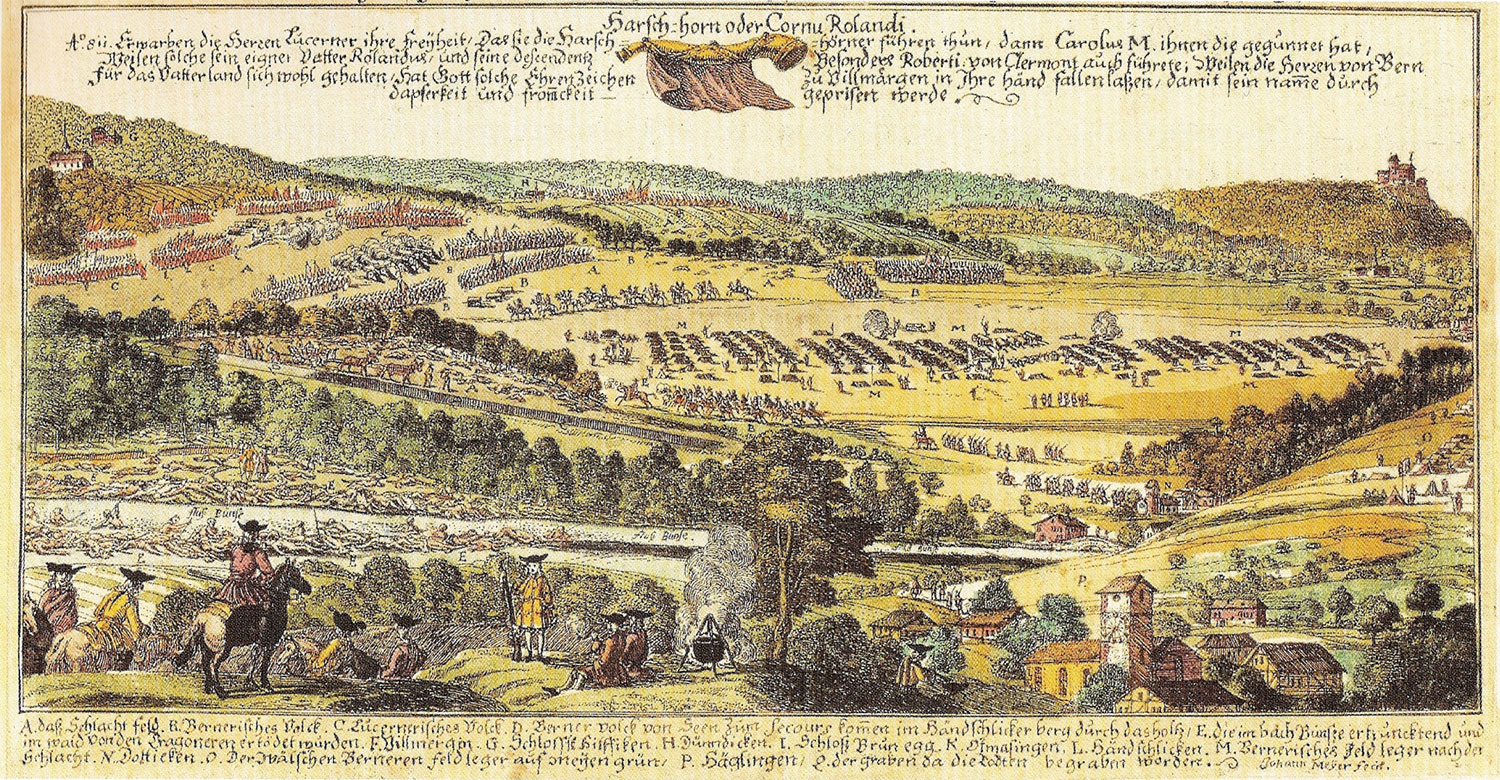
Zweite Schlacht von Villmergen

Der Konflikt brach 1712 erneut aus, als die reformierten Bewohner des Toggenburgs gegen den Fürstabt von St. Gallen revoltierten. Der Zweite Villmergerkrieg fand zunächst hauptsächlich in der Ostschweiz statt, verlagerte sich dann aber nach Westen. Im Mai besetzten die Berner Mellingen, die Zürcher Bremgarten. In der «Staudenschlacht» bei Fischbach-Göslikon am 26. Mai vermochten sich die Berner Truppen aus einem Hinterhalt der Innerschweizer zu befreien. Vier Tage später belagerten sie zusammen mit den Zürchern Baden, griffen die Festung Stein an und zerstörten sie endgültig. Schliesslich kam es am 25. Juli zur entscheidenden Zweiten Schlacht von Villmergen. Sie endete mit einer vernichtenden Niederlage der Innerschweizer gegen die Berner.
Die Herrschaftsverhältnisse in den Gemeinen Herrschaften veränderten sich grundlegend. Die Freien Ämter wurden in eine untere und obere Hälfte geteilt. Die schnurgerade Trennlinie führte von der Kirche in Oberlunkhofen zum Galgen in Fahrwangen und teilte auch das Dorf Boswil in zwei Hälften. In den oberen Ämtern durften die katholischen Orte zwar noch mitbestimmen, doch in den unteren Ämtern regierten nur noch die reformierten Orte Bern, Zürich und Glarus im Verhältnis 7:7:2. In der Grafschaft Baden waren die katholischen Orte nun gänzlich von der Macht ausgeschlossen; hier regierten Bern, Zürich und Glarus im selben Verhältnis. Aus den Überresten der geschleiften Festung Stein entstand 1714 die Reformierte Kirche Baden, was die katholischen Badener zutiefst demütigte.
Nach 1712 nahm die Bedeutung Badens als Tagungsort markant ab und es fanden nur noch wenige Tagsatzungen statt, da sich die Katholiken weigerten, am Ort ihrer Niederlage über die Verwaltung der Gemeinen Herrschaften zu debattieren. Der 1714 von Kaiser Karl VI. und König Louis XIV. von Frankreich im «neutralen» Baden durchgeführte Friedenskongress brachte dagegen Diplomaten aus ganz Europa in die Bäderstadt. Er führte am 7. September 1714 zum Frieden von Baden, der von Prinz Eugen von Savoyen und Claude-Louis-Hector de Villars unterzeichnet wurde und zusammen mit den Friedensschlüssen von Utrecht und Rastatt den Spanischen Erbfolgekrieg beendete.

### Situation der Juden
Im Mittelalter waren Juden in vielen Schweizer Städten wohnhaft. Sie durften aber kein Handwerk ausüben und kein Land besitzen, so dass ihnen nur der Handel und das Geldverleihen offen standen. Als das Zinsverbot für Christen fiel, waren die Juden zur lästigen Konkurrenz geworden. Sie wurden aus den Städten vertrieben und liessen sich vor allem in den Gemeinen Herrschaften nieder, wo sie direkt dem Landvogt unterstanden. Ab 1696 mussten sie sich alle 16 Jahre einen teuren Schutz- und Schirmbrief erkaufen. Ab 1776 durften sämtliche Juden der Schweiz ausschliesslich in den Surbtaler Gemeinden Endingen und Lengnau im Norden der Grafschaft Baden leben. Da sie sich während der Nacht nur in den beiden Dörfern aufhalten durften, war ihr Aktionsradius stark eingeschränkt, wodurch ihnen praktisch nur die Zurzacher Messe als Verdienstmöglichkeit übrigblieb.

## Revolution und Umbruch

### Vorboten des Umsturzes
In der zweiten Hälfte des 18. Jahrhunderts begannen die Bewohner des Aargaus gegenüber Anhängern der anderen Konfession toleranter zu werden. Zumindest der Berner Aargau und das österreichische Fricktal wandelten sich langsam zu einem modernen Staatswesen. Während im Berner Aargau sich die Baumwollverarbeitung (insbesondere durch die Errichtung von Indiennedruckereien) ausbreitete, kam in den Freien Ämtern die Strohflechterei auf.
Die Ideen der Aufklärung fielen vor allem im Berner Aargau auf fruchtbaren Boden. Ab 1761 trafen sich Vertreter der geistigen und wirtschaftlichen Elite der Eidgenossenschaft in Schinznach-Bad zum Gedankenaustausch, ein Jahr später erfolgte die Gründung der Helvetischen Gesellschaft. In den reformierten Gegenden wurden immer mehr Schulen und Bibliotheken eröffnet. Da das Bildungswesen in katholischen Orten mit Ausnahme der Klöster praktisch inexistent war, begegneten die Katholiken den neuen Ideen mit Misstrauen, ja sogar Ablehnung. Die Vertreter des modernen Denkens galten als religionsfeindlich.
Ab 1789 sympathisierte nur eine Minderheit von reichen Kaufleuten und gebildeten Stadtbewohnern mit den Ideen der Französischen Revolution. Als ab 1791 immer mehr französische Flüchtlinge von Gräueltaten berichteten, verstärkte sich die Ablehnung vor allem bei der katholischen Landbevölkerung.

### Helvetische Republik

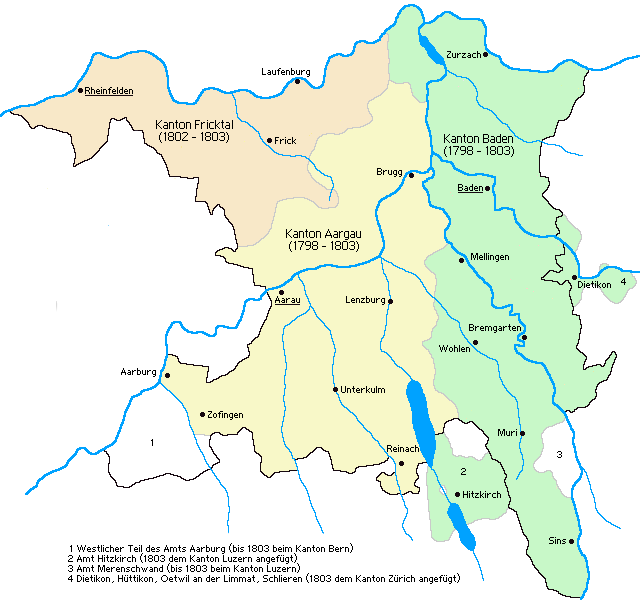
Der Aargau während der Helvetischen Republik 1798–1803

Zu Beginn des Jahres 1798 marschierten französische Truppen in die Schweiz ein (Franzoseneinfall). Am 30. Januar weigerten sich die Bewohner Aaraus, Truppen zum Schutz der Stadt Bern zu entsenden. Zwar besetzte Bern am 4. Februar die abtrünnige Stadt, musste jedoch am 5. März nach der Schlacht am Grauholz kapitulieren. Zwischen dem 19. und dem 28. März zogen sich die Landvögte aus den Gemeinen Herrschaften zurück. In zahlreichen Dörfern und Städten wurden Freiheitsbäume aufgestellt und Revolutionsfeiern veranstaltet.
Am 12. April 1798 rief Peter Ochs in Aarau offiziell die Helvetische Republik aus. Aufgrund der revolutionsfreundlichen Haltung der Stadtbürger wurde Aarau zur Hauptstadt erklärt. Aus dem ehemaligen Berner Aargau entstand der Kanton Aargau, aus der Grafschaft Baden und den Freien Ämtern der Kanton Baden. Der westliche Teil des Amts Aarburg blieb bei Bern. In der zentralistischen Republik waren die Kantone lediglich Verwaltungseinheiten. Bald stellte sich heraus, dass Aarau zu klein war, um die Hauptstadtfunktionen vollumfänglich erfüllen zu können, worauf die Regierung am 20. September nach Luzern umzog. Anhänger der alten Ordnung aus Zug und den Freien Ämtern unterlagen am 26. April 1798 im Gefecht bei Hägglingen den französischen Truppen.
Zahlreiche Aargauer spielten im neuen Staatswesen eine führende Rolle. Dazu gehörten Philipp Albert Stapfer, Albrecht Rengger, Johann Rudolf Dolder, Johannes Herzog, Johann Heinrich Rothpletz und der aus Magdeburg stammende Heinrich Zschokke. Das Fricktal war bereits 1797 nach dem Frieden von Campo Formio zum französischen Protektorat geworden. Der Arzt Sebastian Fahrländer aus Ettenheim in der Ortenau ernannte sich mit Unterstützung der Franzosen selbst zum Statthalter und setzte die Gründung des Kantons Fricktal durch, der sich am 13. August 1802 der Helvetischen Republik anschloss.
Der Aargau wurde 1799 zum Kriegsschauplatz im Zweiten Koalitionskrieg zwischen Frankreich und Österreich. Die Bewohner waren gezwungen, die Truppen beider Seiten einzuquartieren und zu verpflegen, wodurch grosse materielle Not entstand. Am 16. und 17. August versuchten 40'000 österreichische Soldaten erfolglos, bei Döttingen die Aare zu überqueren. Beim darauf folgenden Artillerieduell wurden die Dörfer Kleindöttingen und Eien (heutige Gemeinde Böttstein) vollständig zerstört (siehe Gefecht bei Döttingen).
Wie zufällig die heute noch gültigen Kantonsgrenzen entstanden sind, zeigt sich in der Tatsache, dass es vor der endgültigen Festlegung nicht weniger als drei verschiedene Vorschläge für die Grenzziehung gab:
Die im Januar 1798 von Peter Ochs ausgearbeitete erste Verfassung der Helvetischen Republik sah zunächst die Angliederung der Grafschaft Baden und der Freien Ämter an den Kanton Zug vor, was die Franzosen jedoch ablehnten und auch am heftigen Widerstand von Zug selbst scheiterte. Nach zwei Staatsstreichen im Jahr 1800 sah die vom Ersten Konsul Napoleon Bonaparte ausgearbeitete Verfassung von Malmaison vor, die Kantone Aargau und Baden zusammenzufügen und das untere Fricktal an den Kanton Basel abzutreten. Im Sommer 1801 versuchten Aktivisten, Unterschriften für die Wiedervereinigung des Berner Aargaus mit Bern zu sammeln, wurden jedoch von Aargauer Regierungstruppen daran gehindert. Nach einem dritten Staatsstreich am 27. Oktober 1801 widerriefen die Anhänger der alten Ordnung die Verschmelzung der beiden Kantone.
Laut der zweiten Verfassung der Helvetischen Republik von 1802, die nach einem weiteren Machtwechsel ausgearbeitet worden war, sollten die Kantone Aargau und Baden erneut zusammengefügt werden. Zug hätte das obere Freiamt und Luzern das Amt Hitzkirch erhalten, das Fricktal wäre ein eigenständiger Kanton geblieben. Diese Verfassung konnte jedoch nicht umgesetzt werden, da Napoleon im Juli 1802 aus Verärgerung über die Unfähigkeit der helvetischen Behörden die französischen Truppen aus der Schweiz zurückziehen liess.
Sofort brachen bürgerkriegsähnliche Unruhen aus, bei denen Revolutionsgegner auf die Anhänger der Franzosen losgingen. Im Stecklikrieg im September zog ein ständig grösser werdender Zug von verarmten Landbewohnern plündernd vom Aargau aus nach Bern und erzwang die Flucht der helvetischen Regierung nach Lausanne. Am 21. September entlud sich der Hass gegen die Juden, da sie als Anhänger der neuen Ordnung galten. Im «Zwetschgenkrieg» fiel eine Horde von 800 Mann in Endingen und Lengnau ein und bereicherte sich am Hab und Gut der wehrlosen Opfer.

### Napoleons Machtwort

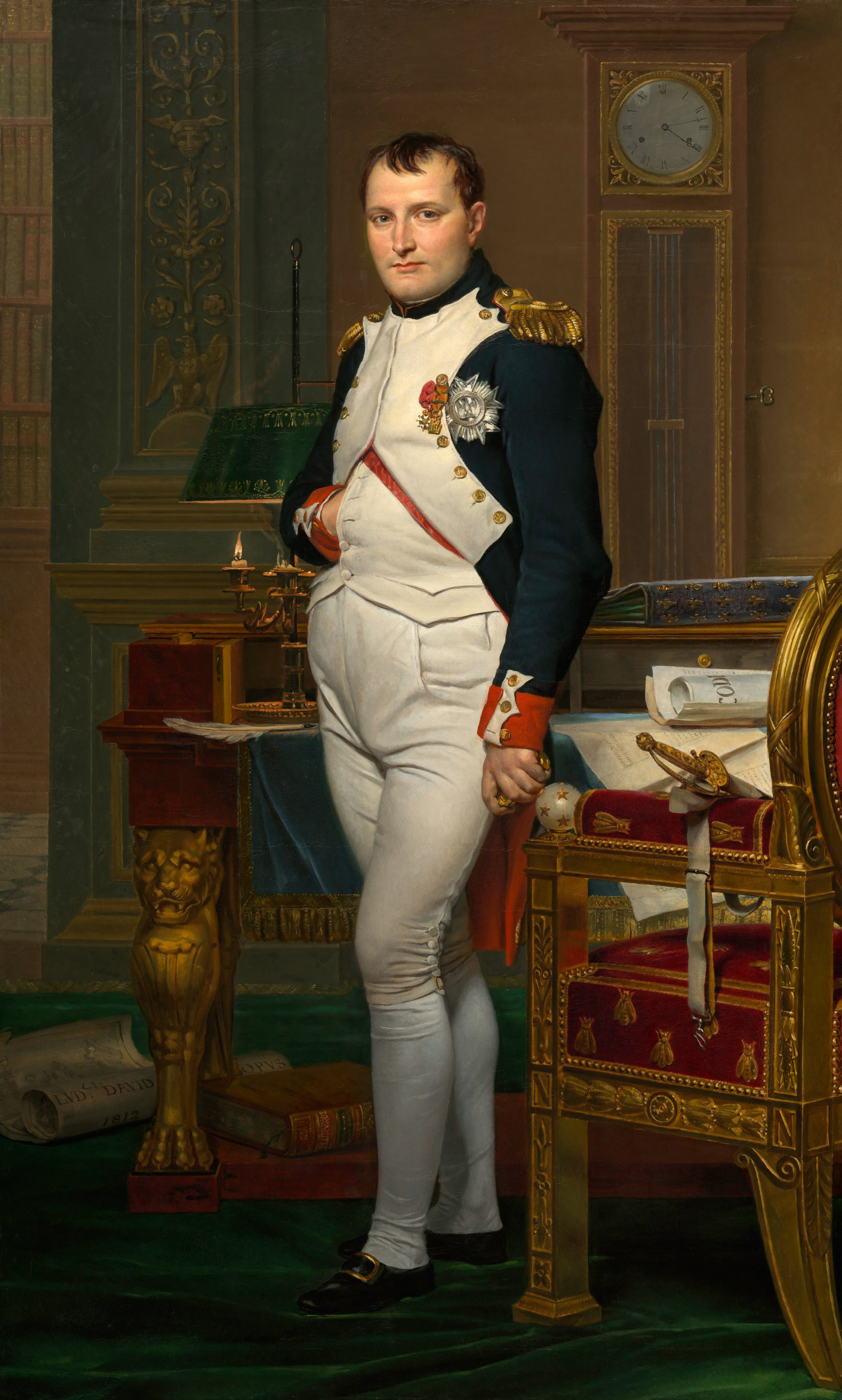
Napoleon Bonaparte legte die endgültige Grenze fest

Am 30. September 1802, als die helvetische Staatskrise ihren Höhepunkt erreichte, gab Napoleon Bonaparte vor, als Vermittler zwischen den Konfliktparteien zu handeln. Er forderte unter Androhung einer erneuten Besetzung durch französische Truppen die Entsendung einer Delegation aller Kantone nach Paris. Diese Helvetische Consulta sollte über eine neue Verfassung verhandeln. Am 12. Januar 1803 beschloss Napoleon die endgültige Verschmelzung der Kantone Aargau und Baden, was ganz im Sinne der von Philipp Albert Stapfer angeführten Aargauer Delegation war. Nachdem sich die Fricktaler mit einer Bittschrift erfolgreich gegen die Teilung dieses Landstrichs in einen Basler und einen Aargauer Teil gewehrt hatten, verfügte Napoleon am 2. Februar die Verschmelzung des gesamten Gebiets mit dem Aargau.
Die Mitglieder der Consulta unterschrieben schliesslich am 19. Februar 1803 die bereinigte und von Napoleon genehmigte Mediationsakte. Die zentralistische Helvetische Republik hörte auf zu existieren, an ihre Stelle trat ein lockerer Staatenbund, mit dem Aargau als eigenständigem Kanton. Napoleon legte auch die endgültige Grenze fest: Der Kanton Aargau erhielt den westlichen Teil des Amts Aarburg und das luzernische Amt Merenschwand, musste jedoch das Amt Hitzkirch an Luzern sowie die Gemeinden Dietikon, Hüttikon, Oetwil an der Limmat und Schlieren an Zürich abtreten. Aarau wurde zur Hauptstadt bestimmt.

## Neuer Kanton

### Aufbau des Staatswesens
Napoleon Bonaparte schuf mit dem Kanton Aargau ein aus vier völlig unterschiedlichen Landesteilen bestehendes künstliches Gebilde, dessen Bewohner wenig Gemeinsamkeiten und keine gemeinsame Vergangenheit hatten. Im Gründungsjahr zählte der Aargau 131'000 Einwohner, davon 67'000 im reformierten Berner Aargau sowie 64'000 in den katholischen Gebieten Freiamt, Fricktal und Grafschaft Baden. Es gab keine anerkannte staatliche Autorität. Auf dieser Basis musste ein völlig neues Staatswesen aufgebaut werden.

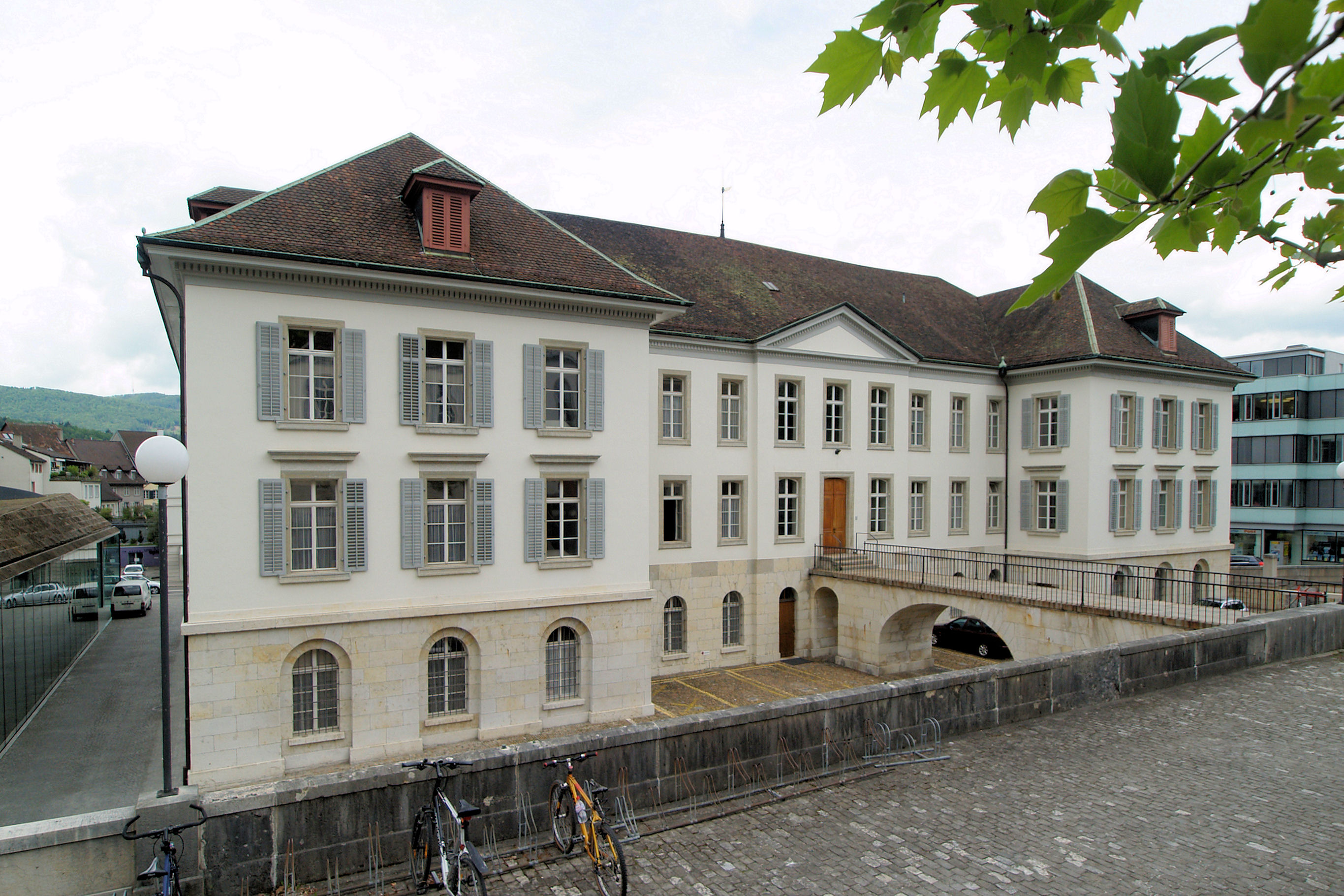
Regierungsgebäude in Aarau

Die neue Aargauer Kantonsverfassung legte fest, dass fast die gesamte Macht beim neunköpfigen Kleinen Rat lag. Der Grosse Rat, das Parlament mit 150 Mitgliedern, durfte Gesetze lediglich annehmen oder zurückweisen, aber keinerlei Änderungen daran vornehmen. Einschneidende Alters- und Vermögensgrenzen im Wahlrecht sorgten dafür, dass nur etwa sieben Prozent der Bevölkerung wahlberechtigt waren (so genannte Aktivbürger). Gewaltenteilung war ein Fremdwort: Die Mitglieder des Kleinen Rats gehörten gleichzeitig dem Grossen Rat an und liessen sich aus ihren Reihen wählen.
Dringlichste Aufgaben waren die Schaffung gesetzlicher Grundlagen und der Aufbau einer kantonalen Verwaltung (diese bestand am Anfang aus gerade mal 15 Beamten). Regierung und Parlament tagten zunächst im Aarauer Rathaus. Zwischen 1811 und 1823 wurde ein ehemaliger Gasthof in Aarau zu einem repräsentativen Regierungsgebäude ausgebaut. Die Einweihung des Grossratsgebäudes, dem Sitz des Kantonsparlaments, erfolgte 1829. Wichtig war auch die Einführung neuer Symbole zur Stärkung des Gemeinschaftsgefühls: Samuel Ringier aus Zofingen entwarf 1803 das neue Kantonswappen.

### Kulturkanton
Der neue Kanton übernahm in der Schweiz im Kulturbereich und im Erziehungswesen eine Führungsrolle. Bereits 1802 war von einer privaten Trägerschaft die Kantonsschule Aarau gegründet worden, das erste Gymnasium der Schweiz, dessen Lehrer nicht der Geistlichkeit angehörten. Die Schule wurde 1813 vom Kanton übernommen, entwickelte sich aufgrund ihrer liberalen Einstellung zu einer der angesehensten Gymnasien des Landes und brachte zahlreiche namhafte Politiker und drei Nobelpreisträger hervor, darunter Albert Einstein. Auch in den unteren Schulstufen übernahm der Aargau eine Vorreiterrolle. Im ehemaligen Kloster Olsberg entstand 1805 eine der ersten höheren Schulen für junge Frauen, was damals als sehr fortschrittlich galt. Die ehemaligen Lateinschulen wurden ebenfalls vom Kanton übernommen und 1835 in die progymnasialen Bezirksschulen umgewandelt. Mit der Kauf der Sammlung Zurlauben wurde 1803 die Grundlage für die 1807 eröffnete Kantonsbibliothek in Aarau gelegt.

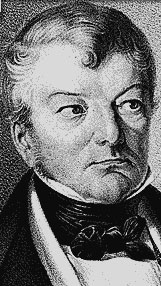
Heinrich Zschokke

Heinrich Zschokke und zahlreiche Mitstreiter gründeten 1811 die «Gesellschaft für vaterländische Kultur». Die Gesellschaft, zu deren Mitgliedern zahlreiche prominente Politiker und Wirtschaftsführer gehörten, schuf eine Ersparniskasse, unterstützte die Gründung und Ausstattung zahlreicher Schulen und Fürsorgeinstitutionen und förderte mit Frühformen der Volkshochschule die Allgemeinbildung des Volkes. Die zahlreichen, in die ganze Schweiz ausstrahlenden Aktivitäten der Gesellschaft trugen dem Aargau den Übernamen «Kulturkanton» ein. Die Idee, sich aus reinem Patriotismus für gemeinnützige Zwecke einzusetzen, war damals neu und weckte vor allem in konservativen Kreisen Misstrauen.
Noch mehr als die Kulturgesellschaft fürchteten die Anhänger der alten Ordnung die liberale Aargauer Presse, die sich im Gegensatz zu anderen Kantonen frei entfalten durfte. Ab 1804 gab Heinrich Zschokke den Schweizer Boten heraus, im 19. Jahrhundert eine der meistgelesenen Zeitungen der Schweiz. Paul Usteri gründete 1814 die Aarauer Zeitung, die jedoch 1821 ihr Erscheinen aufgrund zahlreicher Proteste ausländischer Adliger und Diplomaten einstellte. Usteri zog daraufhin nach Zürich und war dafür besorgt, dass die Neue Zürcher Zeitung die Rolle als führende liberale Zeitung der Schweiz übernahm. Doch auch nachher war die Zensur im Aargau weitaus weniger streng als in den meisten anderen Kantonen und wurde 1829 ganz abgeschafft.

### Bedrohung des Fortbestandes
Die «Schutzherrschaft» Frankreichs dauerte bis 1813. Am 21. Dezember jenes Jahres überquerten deutsche, russische und österreichische Truppen den Rhein und verfolgten die französischen Truppen, die sich nach Süddeutschland und Frankreich zurückzogen. Insgesamt zogen mehr als 80'000 fremde Soldaten durch den nördlichen Aargau. Die fremden Heere schleppten eine verheerende Typhusepidemie ein. Allein in den Lazaretten in Klingnau starben rund 3000 österreichische Soldaten. Auch die Bevölkerung war zum Teil davon betroffen, insbesondere im Bezirk Rheinfelden.
Aristokratische Kreise, die in Bern mit Hilfe von Napoleons Gegnern wieder an die Macht gelangt waren, forderten die Wiederangliederung des Aargaus als Untertanengebiet. Zug erhob Anspruch auf das obere Freiamt. Beim Wiener Kongress stand der Fortbestand des Kantons Aargau auf dem Spiel. Der Aargauer Delegierte Albrecht Rengger bewies Verhandlungsgeschick und konnte die Wiederherstellung der alten Ordnung abwenden. Am 20. März 1815 sicherten die europäischen Grossmächte das Weiterbestehen des jungen Kantons zu. Dabei durfte die Aargauer unter anderem auf die Unterstützung des russischen Zaren Alexander I. zählen, der durch seinen Erzieher Frédéric-César de La Harpe eine besondere Beziehung zur Schweiz hatte.

### Restauration und Regeneration

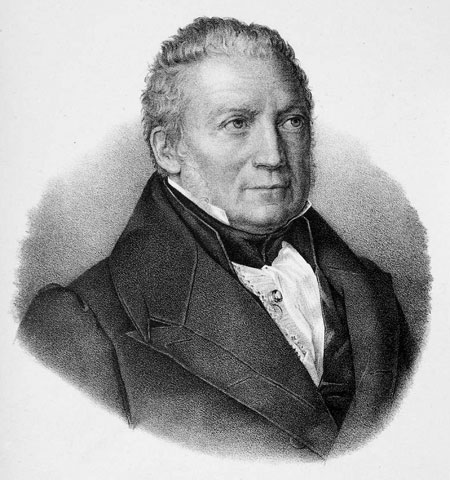
Johannes Herzog

Konservative Kräfte setzten 1814 unter dem Eindruck der Restauration eine Revision der Kantonsverfassung durch. Der Kleine Rat wurde von 9 auf 13 Mitglieder erweitert, dessen Amtszeit von fünf auf zwölf Jahre verlängert und die Volkswahl des Grossen Rates noch weiter eingeschränkt. Nur noch 48 von 150 Grossräten konnten direkt vom Volk gewählt werden. 52 wählte der Grosse Rat selbst, ein Wahlkollegium erkor die übrigen 50 Grossräte. Behörden mussten paritätisch besetzt sein, also je zur Hälfte aus Katholiken und Reformierten bestehen. Doch trotz dieser nach heutigem Verständnis undemokratischen Verfassung galt der Aargau als einer der liberalsten Kantone der Schweiz. Immerhin wurden die Niederlassungs- und Gewerbefreiheit festgeschrieben und alle Standesvorrechte abgeschafft.

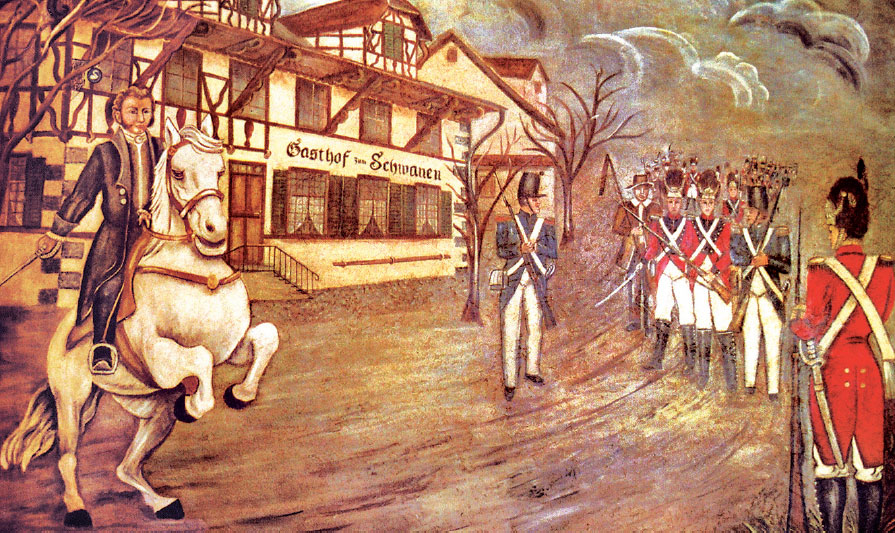
Freiämtersturm

Die Regierung herrschte immer autoritärer, so dass man bald vom «Herzogtum Aargau» zu sprechen begann. Dies war eine Anspielung auf Kleinrat Johannes Herzog, der die Regierung dominierte und sich «von Effingen» zu nennen pflegte, obwohl er nicht von adliger Herkunft war. Die Reformunfähigkeit der Regierung führte im Herbst 1830 zur Bildung einer Oppositionsbewegung. Am 7. November forderten etwa 3000 bis 4000 Personen an einer Versammlung in Wohlenschwil Verfassungsänderungen. Die für den 17. November angesetzten Grossratswahlen konnten wegen der allgemeinen Unruhe nur in 26 von 48 Wahlkreisen ordnungsgemäss durchgeführt werden. Schliesslich kam es am 5. und 6. Dezember 1830 zum Freiämtersturm. Zwischen 5000 und 6000 Bewaffnete, die von Johann Heinrich Fischer angeführt wurden, zogen von Merenschwand und Wohlen aus in die Kantonshauptstadt und zwangen die Regierung in einer unblutigen Revolte zum Rücktritt.
Die 1831 in Kraft gesetzte neue Verfassung war die erste, die in einer Volksabstimmung angenommen worden war. Das einschneidende Wahlrecht wurde gelockert und das Volk wählte nun fast alle Grossräte direkt. Erstmals gab es Ansätze einer Gewaltenteilung. Der Grosse Rat (Legislative) durfte nun Gesetze beraten und abändern, war also kein reines Kopfnickergremium mehr. Die Macht des Kleinen Rates, nun Regierungsrat genannt und auf neun Mitglieder verkleinert, wurde eingeschränkt. Der Aargau gehörte nun zu den Vorreitern der Regeneration.

### Religiöse und politische Konflikte
Der Graben zwischen Reformierten und Katholiken vertiefte sich. Die liberale, von Reformierten dominierte Regierung wollte den Einfluss der katholischen Kirche einschränken, was die Gläubigen als Einmischung in ihre Lebensweise empfanden. Bereits 1829 war eine heftige Kontroverse entstanden, als der Aargau gegen den Willen der Katholiken vom Bistum Konstanz zum Bistum Basel wechselte. Die Spannungen nahmen zu, als 1834 sieben liberale Kantone die Badener Artikel beschlossen, die ein von Rom unabhängiges Nationalbistum und stärkere staatliche Aufsicht in kirchlichen Fragen forderten. Priester, die keinen Treueschwur auf die Verfassung leisteten, wurden gebüsst oder inhaftiert. Der Kanton stellte das Vermögen der Klöster unter staatliche Aufsicht, schloss die Klosterschulen und verhängte ein Verbot der weiteren Aufnahme von Novizen.
Die Verfassung von 1831 sah eine Totalrevision innerhalb von zehn Jahren vor. Die Ende 1840 neu ausgearbeitete Verfassung unterschied sich kaum von der alten und wurde in der Volksabstimmung abgelehnt. Die Liberalen störten sich an der Parität, dem Grundsatz, dass in allen Behörden gleich viele Reformierte wie Katholiken vertreten sein mussten. Der zweite Entwurf fiel in ihrem Sinne aus und wurde am 5. Januar 1841 mit 58 % angenommen. Dabei reichte die Zustimmung zwischen 0 % im katholischen Wahlkreis Rohrdorf und 99 % im reformierten Wahlkreis Brugg. Konservativ-katholische Kreise um das Bünzer Komitee wollten sich mit dem Resultat nicht abfinden und zettelten im Freiamt sowie in der Region Baden Unruhen an. Regierungstruppen unterdrückten diese rasch, am 12. Januar war die Situation wieder unter Kontrolle. Lediglich bei Villmergen kam es zu einem kleineren Gefecht, bei dem zwei Regierungssoldaten und sieben Aufständische starben.
Der katholische Seminardirektor Augustin Keller hielt am 13. Januar im Grossen Rat eine Hetzrede: Er bezeichnete die Klöster als Ursprung allen Übels sowie als Drahtzieher des konservativen Putschversuches und forderte deren sofortige Aufhebung. Die Regierung liess sich nicht zweimal bitten und konfiszierte in einem groben Verfassungsbruch das Vermögen der Klöster. Die Nonnen erhielten eine Frist von acht Tagen, während die Mönche sogar innerhalb von 48 Stunden den Kanton verlassen mussten. Zwar waren bereits nach der Kantonsgründung einige Klöster säkularisiert worden, doch die Rücksichtslosigkeit dieser Massnahme führte zum Aargauer Klosterstreit. Dieser hatte beinahe einen Krieg mit Österreich zur Folge und konnte erst 1843 mit der Wiederzulassung von vier Frauenklöstern geschlichtet werden.

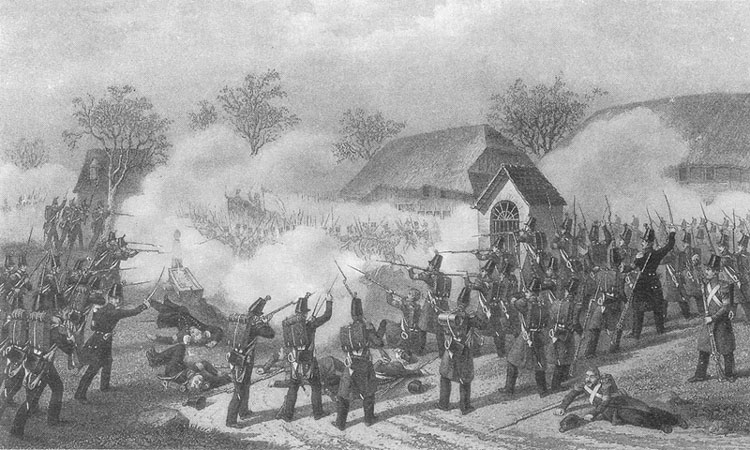
Gefecht von Geltwil

In der Folge beteiligte sich der Kanton Aargau an vorderster Front an den Freischarenzügen (1844/45) und an der Agitation gegen die Jesuiten, die von der neuen konservativen Regierung Luzerns als Lehrer angestellt worden waren. Die Innerschweizer Kantone, Wallis und Freiburg schlossen sich zum Sonderbund zusammen. Die Weigerung, diesen Bund aufzulösen, führte 1847 zum Sonderbundskrieg. Regierungsrat Friedrich Frey-Herosé (der spätere Bundesrat) war Generalstabschef der Tagsatzungstruppen. Das Gefecht von Geltwil am 12. November 1847 war die einzige bewaffnete Auseinandersetzung auf Aargauer Gebiet. Nach der Niederlage der Konservativen wurde der Staatenbund 1848 aufgelöst und machte dem noch heute bestehenden Bundesstaat Platz. Die konfessionellen Spannungen nahmen in der Folge langsam ab, andere Probleme standen nun im Vordergrund.
Die fünfte Verfassung von 1852 brachte weitere Verbesserungen in Sachen Gewaltentrennung und war auch bei den Katholiken nicht mehr umstritten. Erst 1863 wurden die Juden den übrigen Kantonsbürgern vollständig gleichgestellt; in der Folge wanderten sie in die grossen Städte ab, wo sie bessere Erwerbsmöglichkeiten vorfanden. Die alten konfessionellen Gegensätze flackerten nach 1870 wieder kurz auf, als der Aargau eine führende Rolle im Kulturkampf übernahm. Vor allem im Fricktal schlossen sich zahlreiche Gläubige der neuen Christkatholischen Kirche an. Die sechste Verfassung von 1885 sorgte für eine endgültige Versöhnung zwischen Reformierten und Katholiken, beinhaltete den Ausbau der Volksrechte und bildete bis 1980 die Grundlage des Staates.

### Vom Bauern- zum Industriekanton

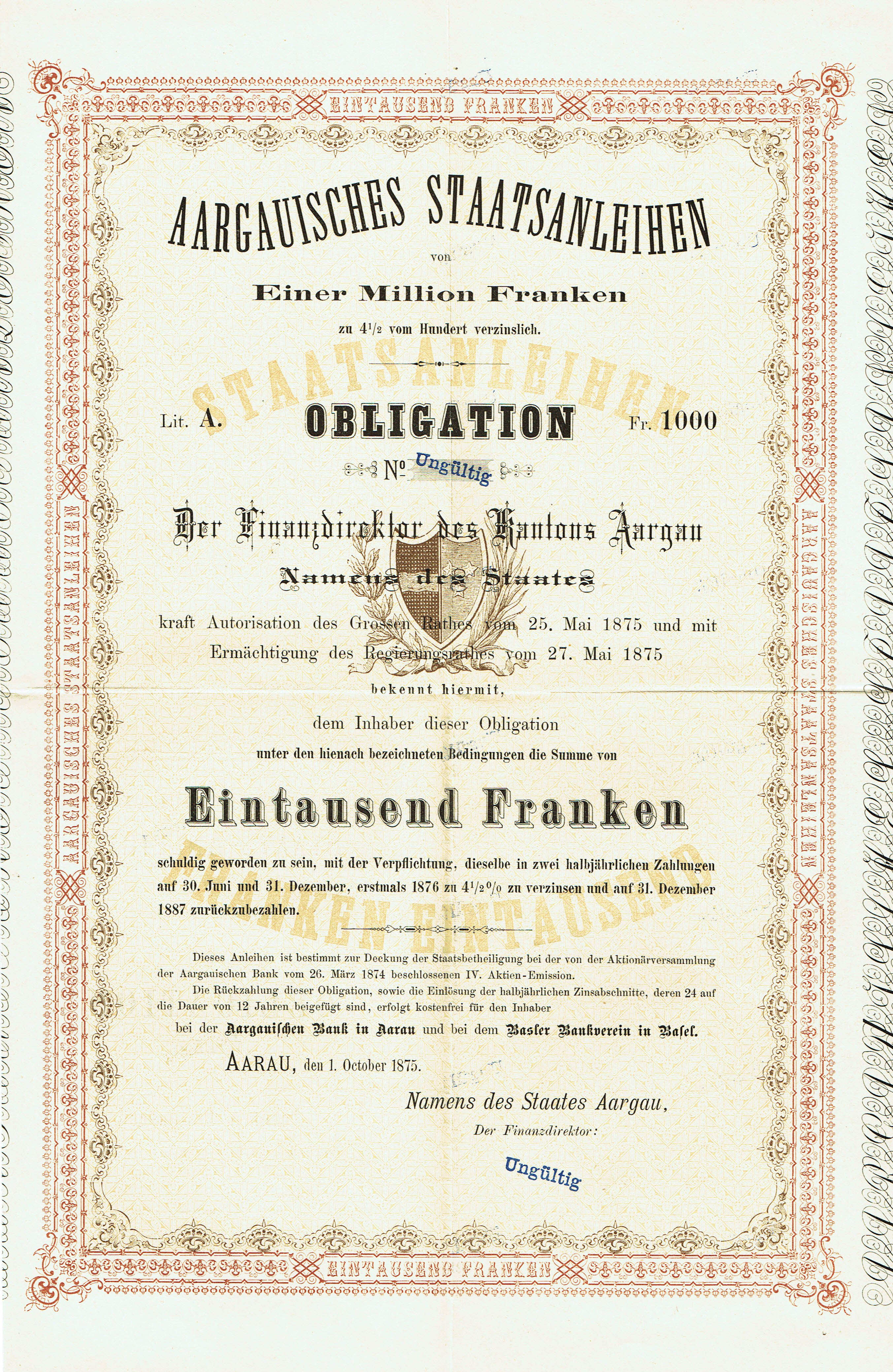
Anleihe über 1000 Franken des Kantons Aargau vom 1. Oktober 1875

In der zweiten Hälfte des 18. Jahrhunderts war in der Landwirtschaft die seit dem frühen Mittelalter praktizierte Dreifelderwirtschaft nach und nach durch die Fruchtfolge ersetzt worden. Der Kartoffelanbau begann, sich durchzusetzen. Durch die Auflösung der Allmenden war viel Weideland entstanden, was zu einer Zunahme der Viehzucht führte. Dieser Prozess war um 1830 abgeschlossen und sorgte für eine noch nie zuvor gesehene Produktivitätssteigerung. Die Ablösung der Zehnten zog sich bis 1850 hin. In der zweiten Hälfte des 19. Jahrhunderts wurde der Getreideanbau durch die Milchwirtschaft und den Futtermittelanbau verdrängt, dies aufgrund der billigen Importe, die dank der Eisenbahn nun möglich waren. Die letzte Hungersnot ereignete sich 1816 im so genannten Jahr ohne Sommer und hatte eine grössere Auswanderungswelle zur Folge.
Vor 1800 hatten sich nur im Berner Aargau Frühformen der Industrie entwickelt. Begünstigt durch die gezielte Wirtschaftspolitik der Berner Herrschaft entstanden zahlreiche Textilfabriken und Handelsunternehmen. Vor allem die Städte Aarau, Lenzburg und Zofingen profitierten von dieser Entwicklung. Die übrigen Kleinstädte des Aargaus verharrten vorerst bei ihrer Rolle als Markt- und Handwerkszentren. Im restlichen Kantonsgebiet gab es praktisch ausschliesslich Landwirtschaft. Ende des 18. Jahrhunderts stand in der Grafschaft Baden und im Fricktal keine einzige Fabrik. Im Freiamt gab es immerhin vereinzelt Strohflechterei. 1810 liess Johannes Herzog in Aarau die erste mechanische Spinnerei errichten. Auch an anderen Orten entstanden nun Fabriken, die hauptsächlich Baumwolle, Seide und Stroh verarbeiteten. Ende der 1830er Jahre kam im Wynental und im oberen Seetal die Tabakindustrie hinzu.

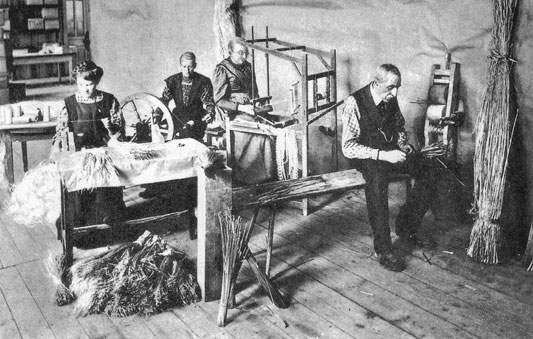
Geflechtindustrie in Wohlen um 1900

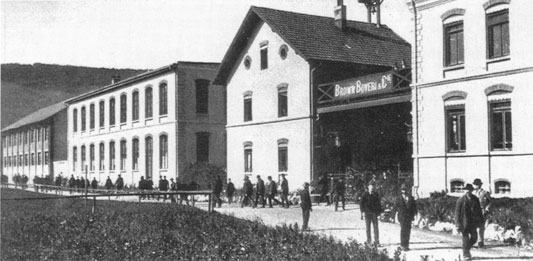
Eingang zur BBC in Baden um 1900

Die Stroh- und Geflechtindustrie, deren Zentrum in Wohlen und im restlichen Freiamt lag, entwickelte sich im zweiten Drittel des 19. Jahrhunderts zum bedeutendsten Industriezweig und exportierte ihre Produkte in alle Welt. Ihre Bedeutung nahm ab 1900 rasch ab, als billigere ostasiatische Produkte auf den Markt kamen und verschwand nach 1960 fast gänzlich. Auf ihrem Höhepunkt um 1860 arbeiteten fast 30'000 Menschen in der Strohindustrie, die meisten davon in Heimarbeit.
Begünstigt durch die politische Stabilität nach 1848 und den Bau der Eisenbahnen kamen bald neue Industriezweige hinzu. Dazu zählten die Zementindustrie im Aaretal sowie Salzabbau und Brauereien im westlichen Fricktal. Die Textilindustrie blieb aber vorerst der weitaus bedeutendste Industriezweig. Fast sämtliche Fabriken waren für ihren Antrieb auf Fliessgewässer angewiesen, 1859 gab es im gesamten Kanton nur gerade elf Dampfmaschinen.
Im Limmattal und im Reusstal fasste ab 1860 die Metallindustrie Fuss, sowie dezentral die Schuhindustrie. Im Zuge des Projekts für das erste aargauische Wasserkraftwerk wurde 1892 in Baden die Brown, Boveri & Cie. gegründet. Sie stellte Generatoren, Turbinen und Motoren her und machte die Region Baden innert kurzer Zeit zum Zentrum der schweizerischen Elektroindustrie. Ab 1890 begann auch die Maschinenbauindustrie in den Aargau zu expandieren.
Die ersten lokalen Sparkassen wurden 1812 gegründet. Ab 1850 entstanden eine Reihe von Geschäftsbanken, darunter die 1854 durch den Politiker und Eisenbahnpionier Carl Feer-Herzog gegründete «Aargauische Bank», die 1913 in die Aargauische Kantonalbank umgewandelt wurde. Der Tourismus spielte – abgesehen von den Heilbädern in Baden, Schinznach-Bad und Rheinfelden – keine grosse Rolle. Im Jahr 1900 waren 43,4 % aller Berufstätigen in der Landwirtschaft beschäftigt, 42,4 % in der Industrie und 14,2 % im Dienstleistungssektor.

### Ausbau der Verkehrswege
Die rasante wirtschaftliche Entwicklung des 19. Jahrhunderts wäre ohne gut ausgebaute Verkehrsverbindungen undenkbar gewesen. Nach der Kantonsgründung mussten zwar nur wenige neue Strassen gebaut werden, die meisten befanden sich jedoch in einem bedenklichen Zustand. Der Güter- und Personentransport wurde deshalb hauptsächlich durch die Schifffahrt auf den Flüssen abgewickelt, was wegen der damals zahlreich vorhandenen Stromschnellen und Untiefen nicht ungefährlich war. Der neue Kanton verwendete zu Beginn einen Grossteil der Steuereinnahmen für den Strassenbau. Die wichtigsten Projekte waren die Verbindungen von Aarau über die Staffelegg nach Frick, von Bremgarten über den Mutschellen nach Dietikon, zwischen Laufenburg und Koblenz sowie zwischen Lenzburg und Reinach. Als der Kanton 1804 das Postwesen übernahm, gab es im ganzen Aargau nur gerade zehn Postämter. Der erste täglich verkehrende Postkutschenkurs zwischen Aarau und Zürich nahm 1820 den Betrieb auf. Bis zur Übernahme des Postwesens durch den Bund im Jahr 1849 verzehnfachte sich die Zahl der Poststellen.

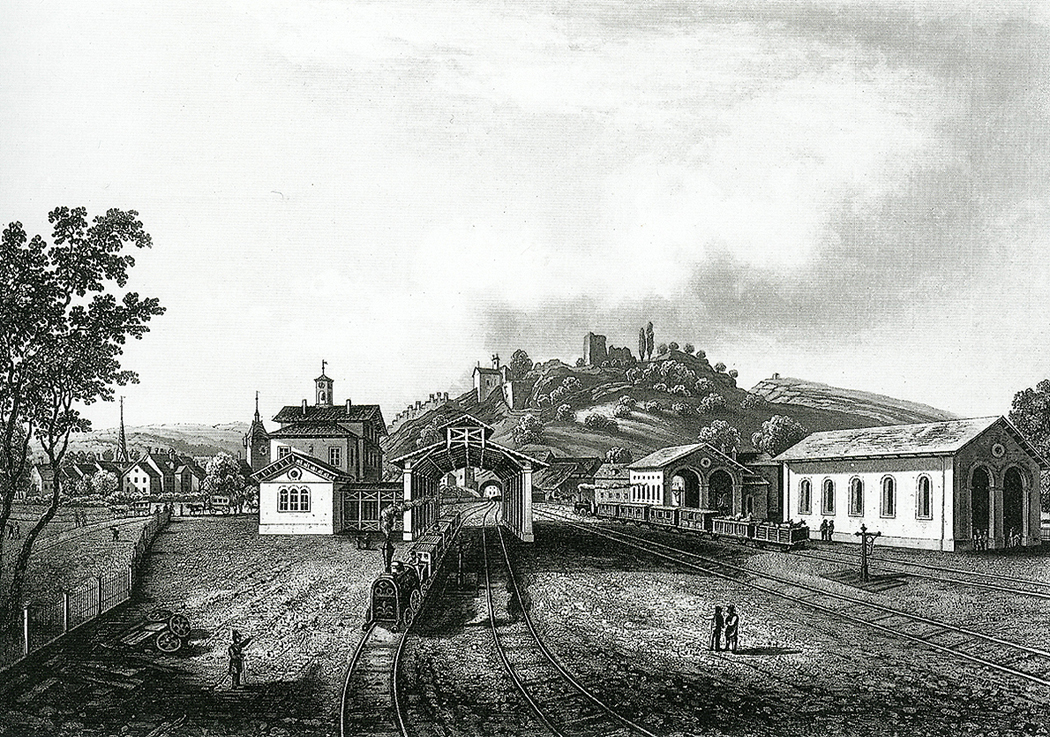
Bahnhof Baden im Jahr 1850

Doch erst die Eisenbahn revolutionierte den Verkehr. 1837 stellten Privatleute aus Zürich ein Projekt für eine Linie von Zürich über Baden, Koblenz, Laufenburg und Rheinfelden nach Basel vor. Doch sämtliche Schweizer Bahnprojekte scheiterten zunächst an der Kleinstaaterei und den turbulenten politischen Verhältnissen. Am 7. August 1847 eröffnete schliesslich die Schweizerische Nordbahn die erste Eisenbahnlinie der Schweiz zwischen Zürich und Baden. Der Weiterbau stockte und konnte erst fortgesetzt werden, nachdem die Nordbahn in der Schweizerischen Nordostbahn (NOB) aufgegangen war. Diese erstellte die Strecken Baden–Turgi–Brugg (1856), Brugg–Wildegg–Aarau (1858) und Turgi–Koblenz–Waldshut (1859). Der Westen des Kantons wurde durch Strecken der Schweizerischen Centralbahn (SCB) erschlossen: Aarau–Olten–Aarburg–Emmenbrücke (1856) und Aarburg–Bern (1857). Die Netze der zwei grössten Schweizer Eisenbahngesellschaften trafen in Aarau aufeinander; damit war das Grundnetz fertiggestellt.

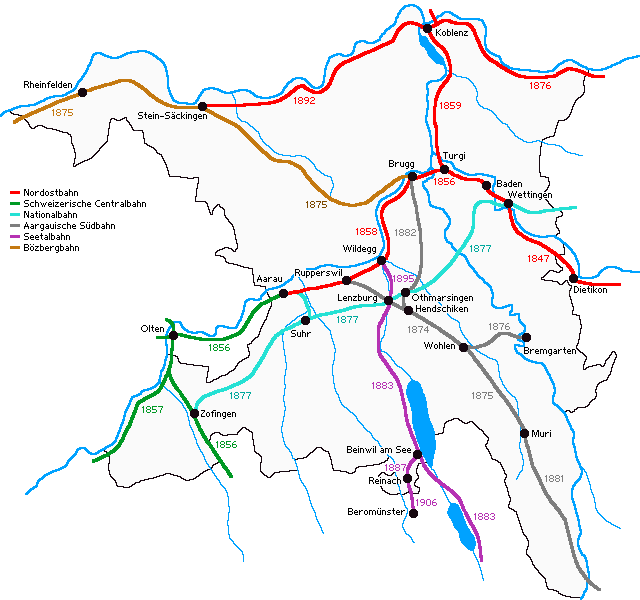
Entwicklung des Eisenbahnnetzes bis 1900

Nach 1870 erfasste ein Eisenbahnboom die gesamte Schweiz und auch den Aargau. Die NOB und die SCB gründeten gemeinsame Tochtergesellschaften und bauten die Bözbergstrecke zwischen Brugg und Basel (1875) sowie die Aargauische Südbahn zwischen Rupperswil und Rotkreuz, wo ein Anschluss an die neue Gotthardbahn entstand (1874–1881). Hinzu kamen die Zweigstrecken Wohlen–Bremgarten (1876) und Hendschiken–Brugg (1882). Die NOB baute eine Strecke entlang des Rheins, die in zwei Etappen eröffnet wurde (1876 bzw. 1892). Die mit britischem Kapital gegründete Seetalbahn eröffnete 1883 die Strecke Lenzburg–Luzern; die Verlängerung nach Wildegg folgte 1895, die Zweigstrecke von Beinwil am See nach Beromünster in zwei Etappen 1887 und 1906.
1877 nahm die Schweizerische Nationalbahn (SNB) den Betrieb auf. Die Gesellschaft plante eine zweite Ost-West-Hauptlinie zwischen Bodensee und Genfersee, die als breit abgestützte «Volksbahn» die etablierten «Herrenbahnen» der Hochfinanz konkurrieren sollte. Im Aargau führte die Strecke von Würenlos über Wettingen, Lenzburg und Suhr nach Zofingen (mit einem Abzweig von Suhr nach Aarau). Doch bereits 1878 ging die SNB in Konkurs und wurde zu einem Bruchteil des Wertes von der NOB ersteigert. Die Gemeinden entlang der Strecke hatten viel Geld investiert und mussten aufgrund des Konkurses schwere finanzielle Lasten tragen. In gewissen Fällen zog sich die Rückzahlung der Schulden bis weit in die 1930er Jahre hin.

### Bevölkerung
Während der ersten Hälfte des 19. Jahrhunderts hatte die Bevölkerung vor allem wegen des hohen Geburtenüberschusses um fast 60 Prozent zugenommen (1798: 125'669 Einwohner; 1850: 199'852 Einwohner). Diese Entwicklung schlug nach 1850 um. Während fast 40 Jahren war der Aargau der einzige Kanton mit rückläufiger Bevölkerungszahl (1888: 193'580 Einwohner). Wegen zahlreicher Wirtschaftskrisen mussten viele Aargauer ihren Kanton verlassen. Die meisten zogen in grosse Städte wie Zürich und Basel; etwa ein Drittel wanderte nach Übersee aus (meist in die USA). Diese Entwicklung war jedoch regional stark unterschiedlich. Betroffen von der Abwanderung waren fast ausschliesslich Landgemeinden, vor allem im oberen Fricktal und im Zurzibiet (die Gemeinde Baldingen verlor beispielsweise fast die Hälfte ihrer Einwohner). Industrielle Zentren wie Aarau, Baden, Brugg, Rheinfelden oder Wettingen hingegen konnten die Einwohnerzahl sogar fast verdoppeln. Ab 1890 war wieder eine leichte Zunahme zu verzeichnen; im Jahr 1900 betrug die Einwohnerzahl 206'498.

## 20. und 21. Jahrhundert

### Auswirkungen der Weltkriege
Der Ausbruch des Ersten Weltkrieges traf die Bevölkerung völlig unvorbereitet. Sie reagierte mit Hamsterkäufen und trug so zu einer massiven Erhöhung der Lebensmittelpreise bei. Die bescheidenen Massnahmen zur Preiskontrolle zeigten keine Wirkung; gepaart mit hoher Inflation und langem Aktivdienst führte dies im Verlaufe des Krieges in weiten Teilen der Bevölkerung zu grosser materieller Not. Im Sommer 1918 brach die Spanische Grippe aus. Da die Spitäler zur Pflege der zahlreichen Kranken nicht ausreichten, wurden 20 regionale Notlazarette eingerichtet. Obwohl die Kantonsregierung Versammlungsverbote erliess, starben bis Mai 1919 allein im Aargau rund 750 Menschen an der Grippe, etwa ein Zehntel der Bevölkerung erkrankte. Der Landesstreik im November 1918 wurde besonders im industriellen Zentrum Baden befolgt. Die Kantonsregierung befürchtete einen revolutionären Umsturz und bot 3000 bis 4000 Soldaten auf, um Arbeitswillige zu schützen, Kontrollposten einzurichten und etwaige Gewaltausbrüche zu unterbinden. Nach drei Tagen endete der Landesstreik ohne Zwischenfälle.
Als Reaktion auf den Landesstreik gründeten rechtskonservative Kreise in verschiedenen Gemeinden ohne Rechtsgrundlage Bürgerwehren. Eugen Bircher vereinigte diese in der Aargauischen Vaterländischen Vereinigung, die zeitweise über 15'000 Mitglieder zählte und massgeblichen Einfluss auf den antikommunistischen Schweizerischen Vaterländischen Verband hatte. Die Folgen der Weltwirtschaftskrise machten sich im Aargau in Form von Betriebsschliessungen und steigenden Arbeitslosenzahlen bemerkbar. Die Kantonsregierung reagierte mit zahlreichen Beschäftigungsprogrammen darauf, wozu hauptsächlich Infrastrukturbauten gehörten. Unter dem Eindruck der nationalsozialistischen Machtergreifung im benachbarten Deutschen Reich versuchte die Nationale Front ab 1933 Fuss zu fassen. Sie veranstaltete Kundgebungen, gab Propagandazeitungen heraus und gründete Ortsgruppen. Bei den Grossratswahlen 1937 gewann sie jedoch nur einen Sitz und verschwand bald darauf in der Versenkung.
Auf den Ausbruch des Zweiten Weltkriegs im September 1939 war die Schweiz weitaus besser vorbereitet als ein Vierteljahrhundert zuvor. Um einen möglichen deutschen Angriff abzuwehren, deckte die 5. Division den Aargauer Grenzraum ab und besetzte Stellungen im Jura, entlang dem Rhein und an der Limmatlinie. Im Sommer 1941 wurde sie entsprechend der Réduitstrategie abgezogen und in den Alpenraum verlegt. Lebensmittel waren von Kriegsbeginn an rationiert. Im Rahmen der «Anbauschlacht» konnte im Aargau das Ackerland durch Rodungen, Meliorationen und Umnutzung von Rasenflächen um 113 % erweitert werden. 1945 machten die Ackerflächen 42 % des Kulturlandes aus, gegenüber 23 % bei Kriegsbeginn. Um den Import dringend benötigter Rohstoffe weiterhin zu ermöglichen, war die Schweiz zu wirtschaftlicher Kooperation mit den Achsenmächten gezwungen. Aargauer Kraftwerke lieferten Strom nach Deutschland, die Alliierten führten zahlreiche Aargauer Unternehmen (allen voran die Brown, Boveri & Cie.) auf schwarzen Listen.
Ab 1940 lebten in 19 Lagern auf Kantonsgebiet rund 2000 internierte polnische Soldaten. Diese wurden in der Landwirtschaft und beim Strassenbau eingesetzt (bekanntestes Beispiel ist die «Polenstrasse» bei Thalheim). Hinzu kamen weitere 1000 Internierte (Deserteure und entflohene Kriegsgefangene). Mehrmals warfen alliierte Flugzeuge Bomben über dem Aargau ab. Dabei kam es in Koblenz, Full-Reuenthal, Leuggern und Sins zu teils schweren Gebäudeschäden. Ende April 1945 drängten mehrere Tausend deutsche Flüchtlinge über die Grenze, worauf man sie in Lagern unterbrachte. Zurückweichende Wehrmachtsoldaten führten Befehle, die Rheinkraftwerke zu sprengen, nicht aus.

### Politische Entwicklung
Nach der Totalrevision der Kantonsverfassung von 1885 liessen sich die Aargauer Zeit bei der Einführung weiterer Volksrechte und zeigten sich wenig fortschrittsfreudig. Die Volkswahl von Regierungs- und Ständeräten führte der Kanton Aargau erst 1904 ein, als einer der letzten Kantone überhaupt. Auch die Einführung des Proporzes auf kantonaler Ebene liess bis 1920 auf sich warten (29 Jahre nach dem Kanton Tessin). Frauen waren zwar seit 1936 für Armen- und seit 1940 für Schulbehörden wählbar, doch das volle Frauenstimmrecht wurde erst 1971 eingeführt.
Die ersten Parteien entstanden in den 1890er Jahren. 1892 entstand die Katholisch-Konservative Partei (heute Christlichdemokratische Volkspartei), 1894 folgte die Freisinnig-Demokratische Partei. 1902 traten die frühen Arbeiterbewegungen der Sozialdemokratischen Partei bei. Die Freisinnigen besassen bis zur Einführung des Proporzes sowohl im Parlament als auch in der Regierung die Mehrheit. Danach stiegen die Sozialdemokraten zur stärksten Partei auf und konnte diese Stellung bis 1981 behaupten. Nach 1917 wurden Bauernparteien gegründet, die sich 1936 zur Bauern-, Gewerbe- und Bürgerpartei zusammenschlossen. Die daraus entstandene Schweizerische Volkspartei konnte ab den 1980er Jahren ihren Wähleranteil markant vergrössern und ist heute die wählerstärkste Partei. Weitere im Grossen Rat vertretene Parteien sind (bzw. waren) die Evangelische Volkspartei (seit 1921), der Landesring der Unabhängigen (1937–2001), die Jungbauernbewegung (1937–1957), die Grüne Partei (seit 1985), die Auto-Partei (1991–2005), die Bürgerlich-Demokratische Partei (seit 2009) und die Grünliberale Partei (seit 2009). Die nationalistische Republikanische Bewegung erreichte in den 1960er Jahren ihren Höhepunkt und ging in den Schweizer Demokraten auf.
Die Mitgliederzahl des Grossen Rates wurde 1952 auf 200 festgelegt, seit 2005 beträgt sie 140. Die 1972 begonnene Totalrevision der Kantonsverfassung fiel nach einer anfänglichen Umgestaltungseuphorie eher moderat aus. Die neue Verfassung trat 1980 in Kraft, nachdem das Volk einen ersten Entwurf, der das obligatorische durch das fakultative Gesetzes- und Finanzreferendum ersetzen wollte, 1979 abgelehnt hatte. Der Grundrechts- und der Aufgabenkatalog des Staates wurden aktualisiert, der Grosse Rat erhielt auch Planungskompetenzen. Nach 1966 ersetzten grössere Gemeinden die Gemeindeversammlungen durch Einwohnerräte, da sie zunehmend Mühe hatten, Verhandlungsfähigkeit zu erreichen (nach Gesetz musste damals an den Gemeindeversammlungen mindestens die Hälfte der Stimmberechtigten anwesend sein). 15 Gemeinden machten bis 1974 von dieser Möglichkeit Gebrauch. In Aarburg, Oftringen, Spreitenbach und Suhr kehrte man allerdings zwischen 1981 und 1997 aus unterschiedlichen Gründen wieder zum alten System zurück.

### Wirtschaft

#### Landwirtschaft
1880 bedeckten Rebberge eine Fläche von rund 2700 Hektaren. Als nach 1900 die Reblaus und der Mehltau auch den Aargau heimsuchten, schrumpfte die Anbaufläche bis 1935 auf 330 Hektaren zusammen. Der Tiefststand wurde um 1965 mit 212 Hektaren erreicht. Seither hat sie sich vor allem dank der Initiative von Hobbywinzern wieder auf über 400 Hektaren erhöht. Angebaut werden hauptsächlich die Sorten Müller-Thurgau (in der Schweiz bekannt als Riesling x Sylvaner) und Blauburgunder. Die wichtigsten Anbaugebiete sind das untere Aaretal, das untere Surbtal, das Limmattal, das obere Fricktal und das Schenkenbergertal.

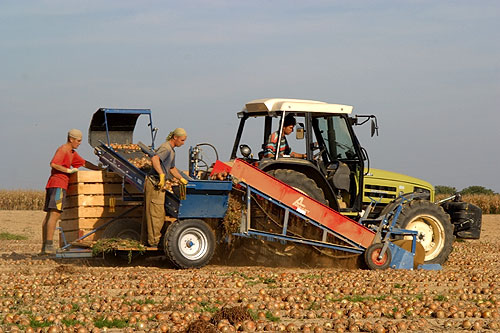
Zwiebelernte bei Möhlin

Ab 1900 setzte die Mechanisierung der Landwirtschaft ein, die erstens zu einer Produktivitätssteigerung führte und zweitens auch weniger Arbeitskräfte benötigte. 1941 betrug der Anteil der Erwerbstätigen in der Landwirtschaft noch 21 % und sank bis 2000 auf knapp drei Prozent. Die Zahl der Landwirtschaftsbetriebe verringerte sich zwischen 1939 und 1990 von 18'777 auf 6845, die durchschnittliche Betriebsgrösse stieg im gleichen Zeitraum von 4,5 auf 9,5 Hektaren. Seit den 1950er Jahren dominiert der Anbau von Zuckerrüben und Mais. Durch Melioration und Güterzusammenlegung sind die einst vielfach vorhandenen Obstbäume und Hecken weitgehend verschwunden. Der übermässige Einsatz von Dünger führte zu einer hohen Schadstoffbelastung der Gewässer; beispielsweise muss der Hallwilersee seit 1986 künstlich belüftet werden.

#### Elektrizitätswirtschaft

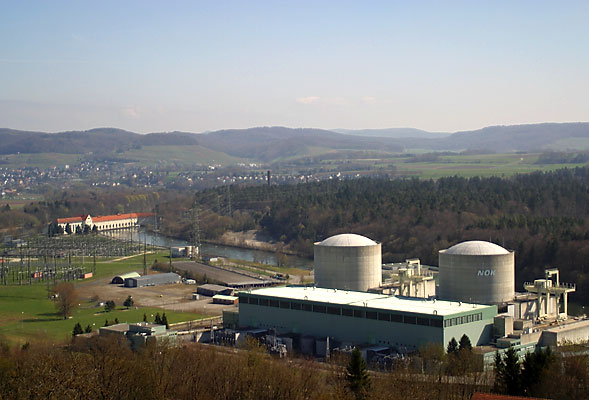
Kernkraftwerk Beznau

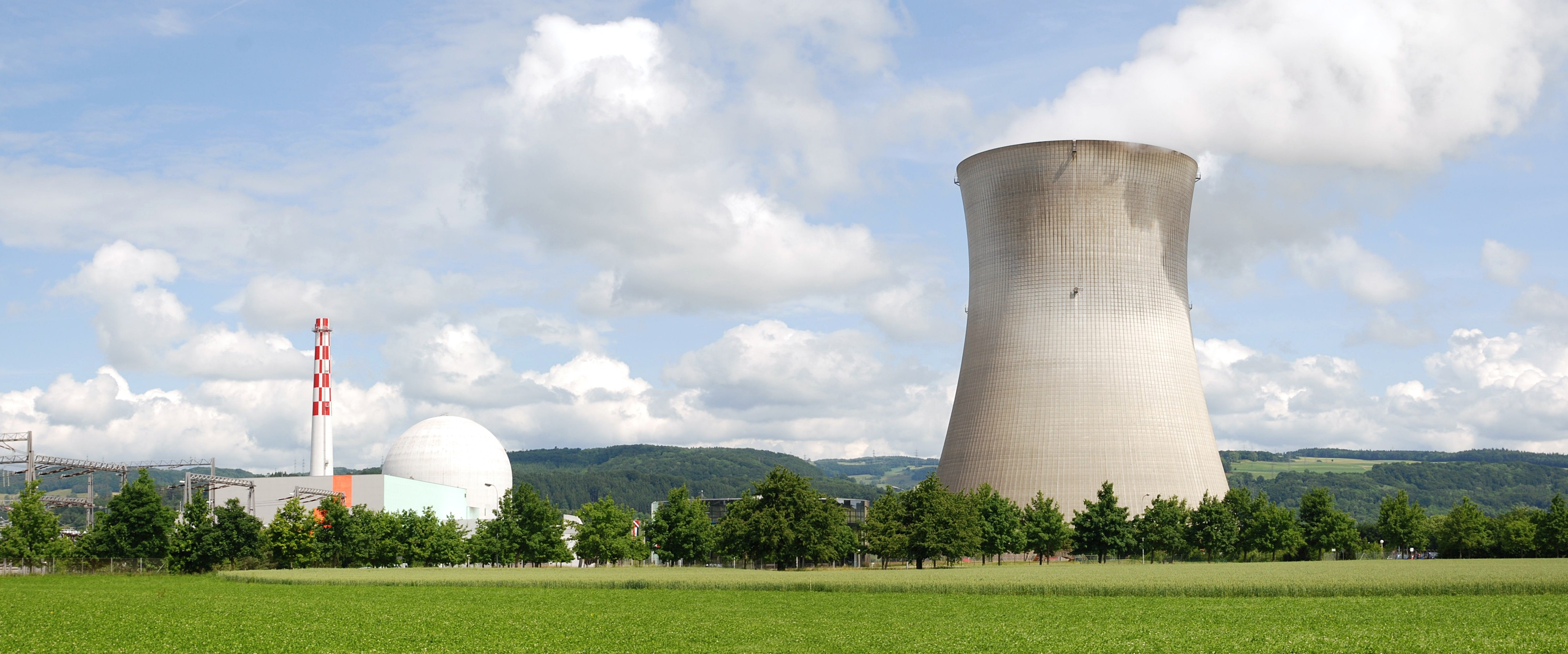
Kernkraftwerk Leibstadt

Die Einführung der Elektrizität trug wesentlich zur Industrialisierung bei. Der Wasserreichtum des Aargaus begünstigte den Bau von Wasserkraftwerken. Allein zwischen 1892 und 1914 entstanden zehn Anlagen mit mehr als einem Megawatt Leistung, bis 1945 deren sechs, bis 1966 drei weitere. Die Anlagen veränderten mit ihren Dämmen und Rückstaus die Landschaft wesentlich. Die zahlreichen Stromschnellen und Kiesbänke verschwanden fast völlig, ebenso die Flussauen. 1935 wurde beim Bau des Aarekraftwerks Klingnau der Klingnauer Stausee aufgestaut, 1975 der Flachsee an der Reuss. Es entstanden mehrere Energieversorgungsunternehmen mit Sitz im Aargau, darunter AEW, Axpo, Motor-Columbus und EGL. Eine 1993 angenommene Volksinitiative verpflichtet den Kanton zur Renaturierung der Flussufer und zur Errichtung eines Auenschutzparks, der bis 2014 ein Prozent der Kantonsfläche, also rund 14 km², umfassen muss.
Die Flüsse boten auch ideale Bedingungen für den Bau von Kernkraftwerken, die grosse Mengen an Kühlwasser benötigen. Die Eröffnung des Kernkraftwerks Beznau (Block A im Jahr 1969, Block B im Jahr 1971) erfolgte noch ohne grössere Proteste. Anders verhielt es sich beim Bau des Kernkraftwerks Leibstadt. Nach dem Reaktorzwischenfall von Three Mile Island waren neue Sicherheitsbestimmungen notwendig geworden und die Anlage konnte erst 1984 nach elfjähriger Bauzeit eingeweiht werden. Ausserdem begleiteten heftige Proteste den Bau. Das geplante Kernkraftwerk Kaiseraugst scheiterte am erbitterten Widerstand der Bevölkerung und von Umweltschutzkreisen. Die spektakulärste Aktion war 1975 eine elf Wochen andauernde Besetzung des Baugeländes. 1988 wurde das Projekt endgültig fallen gelassen.
1960 wurde das Eidgenössische Institut für Reaktorforschung (EIR) und 1968 das Schweizerische Institut für Nuklearphysik (SIN) gegründet, aus denen 1988 das Paul Scherrer Institut (ein multidisziplinäres Forschungsinstitut mit einem Schwergewicht in der Kernforschung) in Villigen und Würenlingen hervorging. Heute produziert der Aargau etwas mehr als einen Viertel des gesamten Stroms in der Schweiz und trägt damit den Beinamen «Energiekanton» (manchmal wird der Kanton spöttisch auch als «NukleAargau» bezeichnet).

#### Industrie
1910 arbeiteten bereits 51 % aller Beschäftigten in der Industrie. Die Maschinen-, Metall- und Apparateindustrie (in der Region Baden zusätzlich die Elektroindustrie) nahmen immer mehr an Bedeutung zu und verdrängten um 1920 die Textilindustrie von der Spitzenposition. Gleichzeitig verlor die Heimarbeit an Bedeutung. Der Bezirk Baden profitierte am meisten von der Industrialisierung und stieg zum bevölkerungsreichsten Bezirk auf. Dies war vor allem der Brown, Boveri & Cie (BBC) zu verdanken, die zum grössten privaten Arbeitgeber der Schweiz aufstieg. Um 1930 war der Aargau hinter Solothurn und Glarus der am drittstärksten industrialisierte Kanton der Schweiz. Die Wirtschaftskrisen zu Beginn der 1920er und in den 1930er Jahren führten vorübergehend zur Aufgabe vieler Betriebe, insbesondere in der Textilindustrie. Nach 1945 setzte dank Hochkonjunktur und dem Zustrom ausländischer Arbeitskräfte ein starker Kapazitätsausbau der Industrie und des Baugewerbes ein. Bis 1960 stieg der Anteil der in der Industrie Beschäftigten auf 62 Prozent.

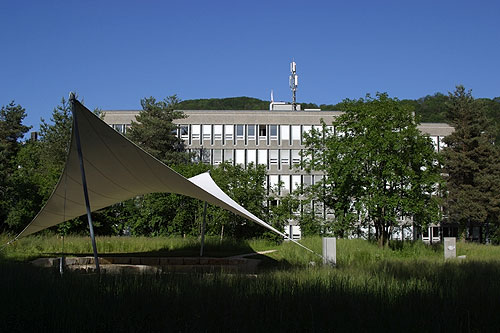
Ehemaliger LafargeHolcim-Konzernsitz in Wildegg

Unternehmen aus den Räumen Zürich und Basel verlegten in zunehmendem Masse ihre flächenintensiven Fabrikationsstandorte in den Aargau. Besonders deutlich wird dies bei der Basler Chemieindustrie, die im unteren Fricktal mehrere grosse Produktionsanlagen errichtete. Zahlreiche Aargauer Unternehmen vergrösserten ebenfalls ihre Betriebe, so z. B. die BBC, die ihre Produktion ins Birrfeld und in den Raum Lenzburg auslagerte. Eine Schlüsselindustrie ist bis heute die Herstellung von Zement, die vor allem im Aaretal und im Zurzibiet konzentriert ist. Die nach der gleichnamigen Gemeinde benannte Firma Holderbank (heute LafargeHolcim) stieg zum zweitgrössten Zementkonzern der Welt auf.

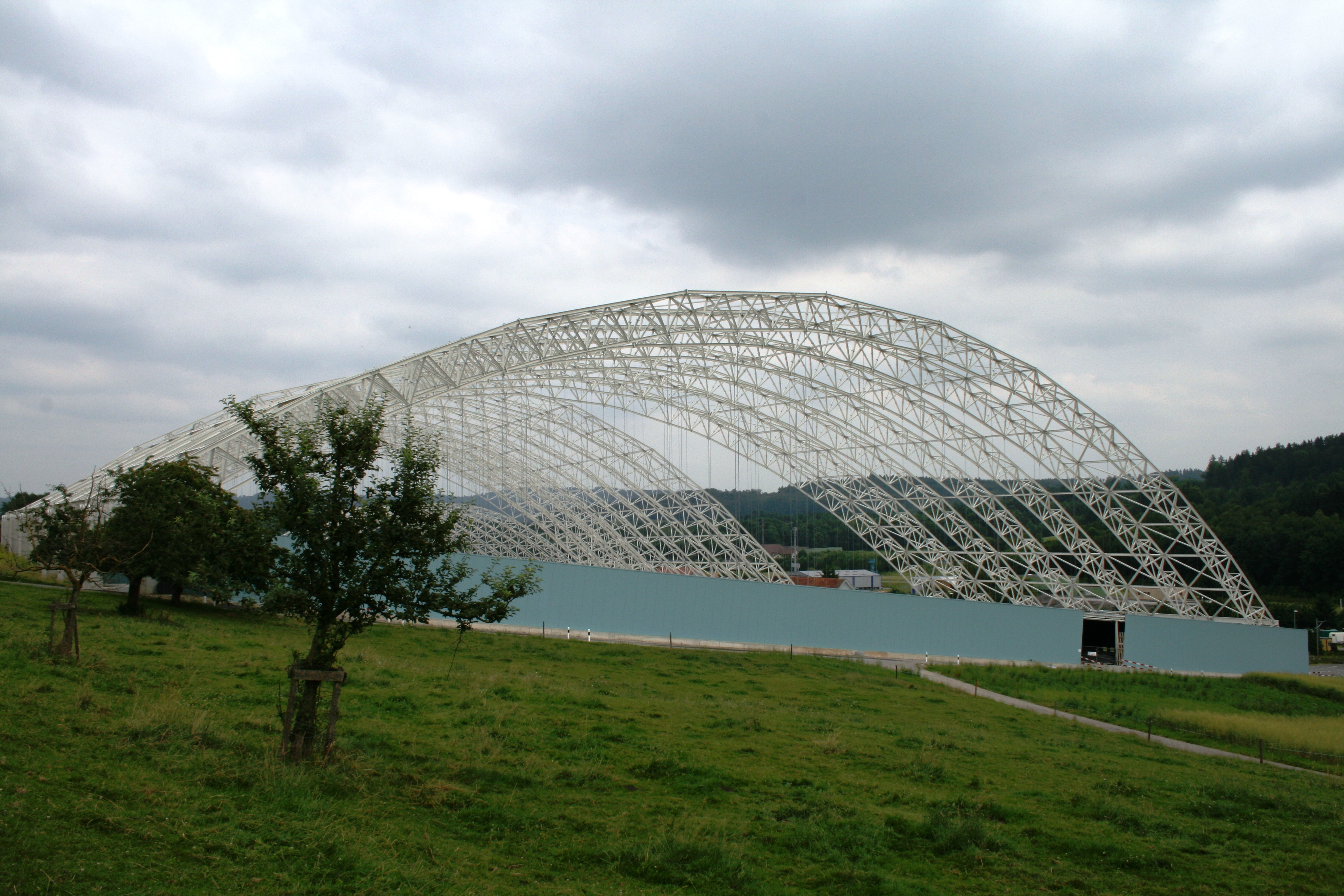
Sondermülldeponie Kölliken

Der Strukturwandel nach der Wirtschaftskrise Mitte der 1970er Jahre traf den Aargau aufgrund der besseren Durchmischung der Branchen bei weitem nicht so hart wie andere Regionen. Der Dienstleistungssektor löste jedoch die Industrie als wichtigsten Wirtschaftszweig ab. Seit damals haben die kleinen und mittleren Unternehmen eine immer grössere Bedeutung erlangt. 2008 betrug der Anteil der Industriearbeitsplätze noch 34 Prozent. Der rasante Aufstieg der Industrie nach 1945 hatte auch eine stärkere Umweltbelastung zur Folge. Bis in die 1970er Jahre wurde der Abfall fast ausschliesslich in Deponien entsorgt. Die erste Kehrichtverbrennungsanlage ging 1970 in Turgi in Betrieb, zwei weitere Anlagen folgten 1973 in Buchs und 1974 in Oftringen. Die 1978 eröffnete Sondermülldeponie Kölliken gilt als grösste Altlast der Schweiz. Obwohl sie nur sieben Jahre in Betrieb war, muss sie aufwändig saniert werden; die 2005 begonnene Sanierung wird Kosten von bis zu 770 Millionen Franken verursachen.

#### Dienstleistungssektor
Der Anteil der im Dienstleistungssektor Beschäftigten stieg während des gesamten 20. Jahrhunderts zwar konstant an, blieb aber stets unter dem nationalen Durchschnitt; lange galt der Aargau als typischer Industriekanton. Erst Mitte der 1980er Jahre übertraf er den Anteil der Industrie, 2008 betrug er 62 Prozent. Im Aargau entstanden aufgrund der guten Erreichbarkeit durch die Autobahnen überdurchschnittlich viele Logistikbetriebe und Einkaufszentren. Der Tourismus blieb weiterhin marginal; zu den traditionellen Heilbädern in Baden, Rheinfelden und Schinznach-Bad kam 1955 ein weiteres in Bad Zurzach hinzu.

### Verkehr

#### Eisenbahn

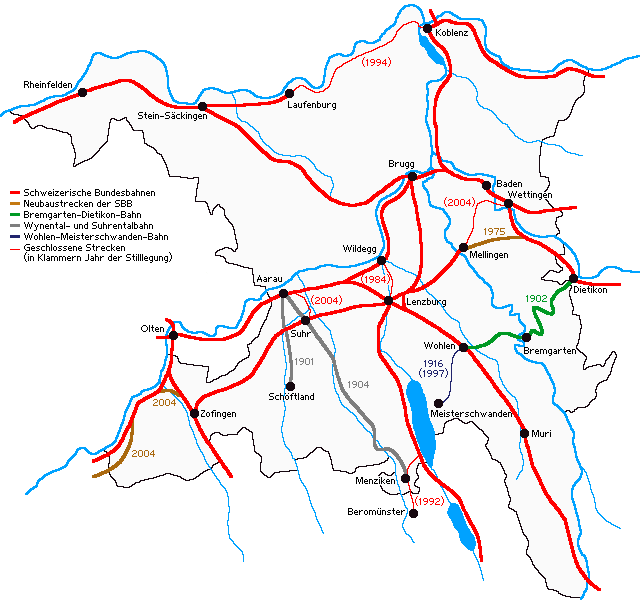
Entwicklung des Eisenbahnnetzes bis heute

Nach 1900 entstanden nur noch vereinzelt neue Eisenbahnstrecken. Diese von Anfang an elektrischen Bahnen dienten vor allem dem lokalen Verkehr. 1901 wurde die Aarau-Schöftland-Bahn eröffnet, gefolgt von der Wynentalbahn im Jahr 1904. Diese beiden meterspurigen Bahnen fusionierten 1967 zur Wynental- und Suhrentalbahn (WSB). 1902 war die Eröffnung der ebenfalls meterspurigen Bremgarten-Dietikon-Bahn, welche 1912 die Strecke Wohlen–Bremgarten West von den SBB pachtete. Den Abschluss machte 1916 die normalspurige Wohlen-Meisterschwanden-Bahn.
Die nächste bedeutende Erweiterung liess bis 1975 auf sich warten. Der Heitersbergtunnel zwischen Mellingen und Killwangen verkürzte die Reisezeit auf der Strecke Bern–Zürich erheblich, weil dadurch der Umweg über Brugg und Baden entfiel. Gleichzeitig ging in Spreitenbach der grossflächige Rangierbahnhof Limmattal in Betrieb. Seit 1990 verkehrt die S-Bahn Zürich bis Baden und Brugg, seit 1997 erschliesst die S-Bahn Basel das Fricktal. Auf einigen Strecken musste der Personenverkehr aufgrund mangelnder Benutzung oder unzureichender Erschliessungsqualität eingestellt und durch einen Busbetrieb ersetzt werden: Lenzburg–Wildegg (1984), Beinwil am See–Beromünster (1992), Laufenburg–Koblenz (1994) und Wohlen–Meisterschwanden (1997).
Die grösste Umstellung brachte die Einführung von Bahn 2000 am 12. Dezember 2004: Eröffnet wurden die Neubaustrecke Mattstetten–Rothrist sowie die 1941 gebaute, aber bislang nicht in Betrieb genommene «Kriegsschlaufe» zwischen Zofingen und Rothrist. Andererseits legten die SBB die ehemaligen Nationalbahnstrecken Aarau–Suhr und Mellingen–Wettingen für den Personenverkehr still. Eine teilweise Kompensation erfolgte mit der Verlängerung der S-Bahn Zürich durch den Heitersbergtunnel bis Aarau. Die ehemaligen SBB-Teilstrecken Reinach–Menziken und Aarau–Suhr wurden auf Meterspur umgespurt und werden seit 2003 bzw. 2010 von der WSB befahren.

#### Strassenverkehr

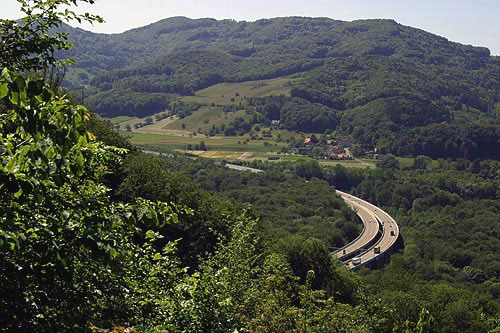
Aaretalviadukt der A3 bei Habsburg

Weitaus bedeutender als der Eisenbahnbau war im 20. Jahrhundert der Ausbau des Strassennetzes. Vor allem nach dem Zweiten Weltkrieg nahm der Motorisierungsgrad rasant zu. Dringlichste Aufgabe war zunächst die Asphaltierung der Kiesstrassen. 1950 hatten erst 85 Prozent der Kantonsstrassen und 21 Prozent der Ortsverbindungsstrassen einen festen Belag. Zwanzig Jahre später waren sämtliche Strassen voll ausgebaut.
Zwischen 1966 und 1980 wurden die Autobahnen A1 und A2 auf Aargauer Boden errichtet, die A3 vorerst zwischen Kaiseraugst und Frick. Der Lückenschluss zwischen Frick und dem Autobahndreieck Birrfeld verzögerte sich bis 1996, weil lange Jahre um eine möglichst umweltschonende Streckenführung gerungen wurde. Bis 2003 war der Bareggtunnel bei Baden ein in der ganzen Schweiz berüchtigtes Nadelöhr, das erst mit dem Bau einer dritten Tunnelröhre beseitigt werden konnte. Abgesehen von den Autobahnen war ein über 100 Kilometer langes Netz vierspuriger Expressstrassen geplant. Doch diese Projekte waren dem utopischen Fortschrittsglauben der 1960er Jahre entsprungen, wurden nach der Wirtschaftskrise der 1970er Jahre endgültig zu den Akten gelegt und nur zu einem Bruchteil realisiert.
Da ein grosser Teil des Ost-West- wie auch des Nord-Süd-Verkehrs durch den Aargau führt (sowohl auf der Strasse als auch auf der Schiene), wird der Aargau als «Durchfahrtskanton» wahrgenommen.

#### Schifffahrt
Seit Beginn des 20. Jahrhunderts gab es immer wieder Pläne für den Ausbau der Wasserwege für grosse Güterschiffe, so z. B. 1913 ein Projekt für die Schiffbarmachung des Hochrheins von Rheinfelden bis nach Koblenz. Ein 1924 vorgestelltes Limmat-Kanalprojekt wurde nach dem Zweiten Weltkrieg fallen gelassen. Anfangs der 1950er Jahre kam das Projekt des Transhelvetischen Kanals zwischen der Aaremündung und dem Genfersee auf. Die Staustufen der Wasserkraftwerke wären mit Schleusen überwunden worden. Bei Brugg, Klingnau und Full-Reuenthal waren grosse Flusshäfen vorgesehen, die das Landschaftsbild völlig verändert hätten. All diese Projekte empfand man mit der Zeit immer mehr als unnötig und unrentabel, sie scheiterten auch am Widerstand der Bevölkerung und von Umweltschutzgruppen (allen voran der Arbeitsgemeinschaft zum Schutz der Aare). 1989 wurden die Projekte endgültig zu den Akten gelegt.

### Bevölkerung
Seit 1890 nahm die Bevölkerung wieder zu, vor allem in den industrialisierten Gegenden und mit Schwerpunkt in der Region Baden. Der Anteil der nicht aus dem Aargau stammenden Schweizer stieg zwischen 1888 und 1950 von 8 auf 31 Prozent. Der Ausländeranteil erreichte 1910 mit 8 Prozent einen vorläufigen Höhepunkt (52 Prozent der Ausländer waren damals Deutsche, 37 Prozent stammten aus Italien). In der Zwischenkriegszeit verflachte sich das Wachstum. Der Ausländeranteil ging bis 1941 auf 3 Prozent zurück.
Nach dem Zweiten Weltkrieg löste die Hochkonjunktur einen regelrechten Wachstumsschub aus, das durchschnittliche jährliche Wachstum zwischen 1950 und 2000 betrug 1,3 Prozent. Besonders stark wuchsen die Bezirke Baden, Bremgarten und Rheinfelden, die in den Sog der schnell wachsenden Agglomerationen von Zürich und Basel gerieten. Ein Extrembeispiel ist Spreitenbach, wo sich die Einwohnerzahl in diesem Zeitraum versechsfachte. Ebenfalls ein starkes Wachstum zu verzeichnen hatte der Bezirk Aarau.
Etwa die Hälfte des Bevölkerungswachstums zwischen 1950 und 1970 erfolgte durch die Einwanderung von Ausländern, hauptsächlich Italienern. Die meisten Fremdarbeiter waren katholisch, und so übertraf 1970 zum ersten Mal überhaupt die Zahl der Katholiken jene der Protestanten. Der Ausländeranteil stieg auf 18 Prozent. Nach der durch die Rezession verursachten verstärkten Abwanderung der Ausländer in den Jahren 1975 bis 1978 stieg deren Zahl wieder kontinuierlich an. Seit 1980 nimmt der Anteil der Italiener an der ausländischen Bevölkerung ab. Die meisten Einwanderer stammen heute aus den Balkanstaaten und der Türkei.
2009 übertraf die Bevölkerungszahl die 600'000-Einwohner-Marke. Während der euphorischen Wachstumsphase der 1960er Jahre waren Raumplaner von 1,15 Millionen Einwohnern im Jahr 2000 ausgegangen. Verschiedene Planungen versuchten dieses angepeilte Wachstum in die richtigen Bahnen zu lenken. So waren an verschiedenen Standorten Gartenstädte mit mehreren Tausend Einwohnern vorgesehen. Spreitenbach sollte z. B. im Endausbau 30'000 Einwohner zählen (heute sind es etwas mehr als 10'000). Das bekannteste Städtebau-Projekt hiess Aarolfingen. Es sah im Raum Aarau–Olten–Zofingen eine Grossstadt mit rund 350'000 Einwohnern vor, scheiterte jedoch an der fehlenden Unterstützung der Bevölkerung und an der Wirtschaftskrise der 1970er Jahre.
Trotz diesem rasanten Wachstum (in der zweiten Hälfte des 20. Jahrhunderts stieg die Einwohnerzahl um mehr 200'000) hat sich bis heute kein eigentliches Zentrum herausgebildet. Der Aargau besitzt im Vergleich zur übrigen Schweiz über eine überdurchschnittlich hohe Zahl von Gemeinden. Nur Aarau und Wettingen zählen mehr als 20'000 Einwohner. Das Fehlen eines starken Zentrums hat zur Folge, dass es selbst 200 Jahre nach der Kantonsgründung immer noch einen ausgeprägten Regionalismus gibt. Die Bezirke Baden, Bremgarten und Zurzach sind stark auf den Kanton Zürich ausgerichtet, in vielen Gemeinden beträgt der Anteil der ausserkantonalen Wegpendler mehr als 30 Prozent. Der Bezirk Rheinfelden richtet sich immer stärker nach Basel aus, der Bezirk Muri nach Zug und Luzern, der Bezirk Zofingen Richtung Olten und Bern.

### Allgemein
- Elisabeth Bleuer, Martin Hartmann, Werner Meyer, Dominik Sauerländer, Heinrich Staehelin, Andreas Steigmeier: Aargau. In: Historisches Lexikon der Schweiz.
- Willi Gautschi: Geschichte des Kantons Aargau 1885–1953. Band 3. Baden Verlag, Baden 1978 (Dritter Teil der offiziellen Geschichtsschreibung).
- Nold Halder: Geschichte des Kantons Aargau 1803–1830. Band 1. Baden Verlag, Baden 1953 (Erster Teil der offiziellen Geschichtsschreibung).
- Martin Hartmann, Hans Weber: Die Römer im Aargau. Sauerländer, Aarau 1985, ISBN 3-7941-2539-8 (Geschichte der Römer im Aargau mit archäologischem Inventar).
- Historische Gesellschaft des Kantons Aargau (Hrsg.); Georg Boner, Otto Mittler (Redaktion): Biographisches Lexikon des Kantons Aargau 1803-1957. Sauerländer, Aarau 1958.
- Historische Gesellschaft des Kantons Aargau (Hrsg.): Zeitgeschichte Aargau 1950–2000. Hier und Jetzt, Zürich 2021, ISBN 978-3-03919-510-7.
- Bruno Meier: Ein Königshaus aus der Schweiz. Die Habsburger, der Aargau und die Eidgenossenschaft im Mittelalter. hier+jetzt, Baden 2008, ISBN 978-3-03919-069-0 (Der Aargau und die Schweiz im Mittelalter aus Sicht der Habsburger).
- Bruno Meier, Dominik Sauerländer, Hans Rudolf Stauffacher, Andreas Steigmeier: Revolution im Aargau – Umsturz, Aufbruch, Widerstand 1798–1803. AT Verlag, Aarau 1997, ISBN 3-85502-612-2 (Geschichte des Kantons während der Zeit der Helvetischen Republik).
- Jacques Picard, Angela Bhend (Hrsg.): Jüdischer Kulturraum Aargau. Baden 2020.
- Christophe Seiler, Andreas Steigmeier: Geschichte des Aargaus – Illustrierter Überblick von der Urzeit bis zur Gegenwart. AT Verlag, Aarau 1991, ISBN 3-85502-410-3 (Überblick über die Geschichte des Kantons von der Urzeit bis heute).
- Heinrich Staehelin: Geschichte des Kantons Aargau 1830–1885. Band 2. Baden Verlag, Baden 1978 (Zweiter Teil der offiziellen Geschichtsschreibung).

### Jahrbücher
- Historische Gesellschaft des Kantons Aargau (Hrsg.): Argovia. Jahresschrift der Historischen Gesellschaft des Kantons Aargau. Erscheint seit 1860. (Digitalisat)
- Literarische Gesellschaft Baden (Hrsg.): Badener Neujahrsblätter. Erscheinen seit 1925. (Digitalisat)
- Historische Gesellschaft Freiamt (Hrsg.): Unsere Heimat. Erscheint seit 1927. (Digitalisat)
- Fricktalisch-Badische Vereinigung für Heimatkunde (Hrsg.): Vom Jura zum Schwarzwald. Blätter für Heimatkunde und Heimatschutz. Erscheinen seit 1884. (Digitalisat)

### «Beiträge zur Aargauergeschichte»
- August Bickel: Die Herren von Hallwil. Beitrag zur schwäbisch-schweizerischen Adelsgeschichte. Aarau 1978 (Band 0).
- Willy Pfister: Aargauer in fremden Kriegsdiensten. Die Aargauer im bernischen Regiment und in der Garde in Frankreich 1701 – 1792. Die Aargauer im bernischen Regiment in Sardinien 1737 – 1799. Aarau 1980 (Band 1).
- Willy Pfister: Aargauer in fremden Kriegsdiensten. Die bernischen Regimenter und Gardekompanien in den Niederlanden 1701 – 1796. Aarau 1984 (Band 2).
- August Guido Holstein: Das Freiamt im aargauischen Staate 1803 – 1830. Aarau 1982 (Band 3).
- Fridolin Jehle, Adelheid Enderle-Jehle: Die Geschichte des Stiftes Säckingen. Aarau 1993 (Band 4).
- Willy Pfister: Die Gefangenen und Hingerichteten im bernischen Aargau. Die Justiz des 16. bis 18. Jahrhunderts. Aarau 1993 (Band 5).
- Bruno Meier, Dominik Sauerländer: Das Surbtal im Spätmittelalter. Kulturlandschaft und Gesellschaft einer ländlichen Region (1250 – 1550). Aarau 1995 (Band 6)
- Peter Steiner: Der Bezirk Kulm zur Zeit der Helvetik. Aarau 1998 (Band 7).
- Stefan Blank et al.: Stadt im Aufbruch – Aarau um 1798. Notbehelfe, Neubauten und ein städtebaulicher Entwurf für die erste Hauptstadt der Schweiz. Aarau 1998 (Band 8).
- Andreas Müller: Geschichte der politischen Presse im Aargau. Das 19. Jahrhundert. Aarau 1998 (Band 9).
- Matthias Fuchs: «Dies Buch ist mein Acker.» Der Kanton Aargau und seine Volksschullesebücher im 19. Jahrhundert. Aarau 2001 (Band 10).
- Andreas Müller: Geschichte der politischen Presse im Aargau. Das 20. Jahrhundert. Aarau 2002 (Band 11).
- Werner Ort: Der modernen Schweiz entgegen. Heinrich Zschokke prägt den Aargau. Baden 2003 (Band 12).
- Adolf Rohr: Philipp Albert Stapfer. Minister der Helvetischen Republik und Gesandter der Schweiz in Paris 1798 – 1803. Baden 2005 (Band 13).
- Yvonne Leimgruber et al.: Pädagoge – Politiker – Kirchenreformer. Augustin Keller (1805 – 1883) und seine Zeit. Baden 2005 (Band 14).
- Dieter Wicki: Der aargauische Grosse Rat 1803 – 2003. Wandel eines Kantonsparlamentes – eine Kollektivbiografie. Baden 2006 (Band 15).
- Peter Steiner: Aargauer in der Pfalz. Die Auswanderung aus dem Berner Aargau nach dem Dreissigjährigen Krieg. Baden 2009 (Band 16).
- Max Baumann: "Rauhe Sitten sind nicht Sünde". Schiffer auf Aare, Limmat, Reuss und Rhein. Schwerarbeiter und Rebellen in vorindustrieller Zeit. Baden 2014 (Band 19).
- Barbara Schmid (Hrsg.): Das Diarium des Badener Friedens von 1714 von Caspar Joseph Dorer. Mit Einleitung und Kommentar. Baden 2014 (Band 18).
- Ursula Maurer: Hungerland. Armut und wirtschaftliche Not im Ruedertal um 1850. Baden 2014 (Band 19).
- Max Baumann: Als Kaufmann in Triest. Gabriel Schwarz und die Schweizer Kolonie in Triest im 19. Jahrhundert. Baden 2014 (Band 20).